# イシュタル
イシュタル（アッカド語:  、翻字: DMÙŠ、音声転写: Ishtar）は、古代メソポタミア地方において広く信仰された、愛と美の女神。紀元前2300年頃、サルゴン1世の時代にシュメール神話における豊穣神イナンナ（Inanna）と習合されて、同じ女神とみなされるようになった。戦・豊穣・金星・王権など、多くの神性を持つ。
神としての序列が非常に高く、神々の始祖アヌ・神々の指導者エンリル・水神エアを3柱とする、シュメールにおける最上位の神々に匹敵するほどの信仰と権限を得た特異な存在。
アッカド語では古くはエシュタル、後にイシュタルと呼ばれるようになった。この語は元来は金星を意味し、明けの明星としては男神、宵の明星としては女神であったが、最終的に1つの女神として習合された。イナンナはニン-アンナ（シュメール語: 「Nin-anna」𒀭𒈹）から「天の女主人」の意であると言われる。

## 概要

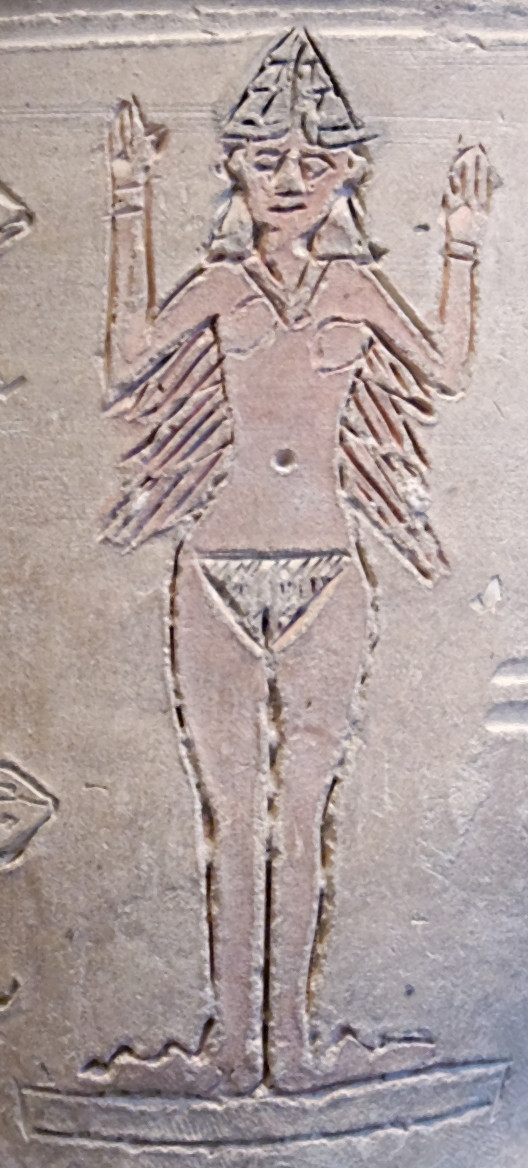
花瓶に描かれたイナンナ

イシュタル（イナンナ）は、愛、戦争、豊穣を司る古代メソポタミアの女神である。このほかに彼女は官能、生殖、神の法、政治権力も司るものとされた。もともとシュメールでイナンナとして崇拝されていたが、アッカド帝国、バビロニア人、アッシリア人によってイシュタル（そして時には表語文字𒌋𒁯）として知られていた。彼女の主たる称号は「天の女王」である。メソポタミア神話におけるイシュタルはウルクの都市神となっているが、シュメールの創世神話においては原初の5都市のうち2番目の都市バドティビラが与えられている。原初の世界に名を残すも、いわゆる母神と同定されることはなく、バビロニアの創世神話『エヌマ・エリシュ』には登場していない。しかしながら支配都市ウルクを始め、キシュ、アッカド、バビロン、ニネヴェ、アルベラなど多くの崇拝地を持ち、メソポタミアで広く崇拝された。
イシュタル（イナンナ）は、ウルク市のエアンナ神殿の守護神として祭られた。ウルク市は、初期におけるイナンナ信仰の中心地であった。初期のウルクでは、イナンナは朝のイナンナ (Inana-UD/hud)、夕方のイナンナ (Inanna sig)、威厳あるイナンナ (Inanna NUN) の3つの形態で崇拝されていた。このうち初めの2つは、彼女を表す惑星である、金星の位相を反映している。イナンナのシンボルとして最も有名なものは、ライオンと八芒星である。イナンナの夫は、ドゥムジッド（後にタンムーズとして知られる）である。また、彼女のスッカル（sukkal：従者）は女神ニンシュブルであるが、後に、男性神イラブラト（Ilabrat）やパプスッカル（Papsukkal）と混同された。
イナンナは、遅くともウルク時代（紀元前4000年～紀元前3100年頃) にはシュメールにおいて崇拝されていたが、シュメールがアッカドのサルゴンによって征服されるまでは、その宗教は比較的、局地的なものであった。サルゴン朝以降の時代、イナンナは、シュメールの神々の中で最も広く崇拝されるようになり、メソポタミア各地に神殿が建てられた。イナンナ（あるいはイシュタル）への信仰は、さまざまな性的儀式と関連していた可能性があり、この地域でシュメール人を吸収して引き継いだ、東セム語を話す人々 (アッカド人、アッシリア人、バビロニア人) の間でその信仰は続いた。
イシュタルは、とりわけアッシリア人に愛された。彼らはイシュタルを、自分たちの国家神アッシュルよりも上位に位置する、最高位の神に昇格させた。イシュタルはヘブライ語の聖書の中で示唆されており、ウガリットの女神アシュタルト、そして後にはフェニキアの女神アスタルトに大きな影響を与えた。これらの女神が、ギリシャの女神アフロディテの発展に影響を与えた可能性がある。紀元前においてイシュタル信仰は栄え続けたが、西暦1世紀から6世紀にかけて、キリスト教の影響で徐々に衰退していった。
他のシュメールの神に比べ、イナンナ（イシュタル）は多くの神話に登場する
。また、これほどにも多くの形容名と別名を持っていた神は、ネルガルをおいてイナンナ（イシュタル）以外にはいない。
イナンナ（イシュタル）が、他の神々の属性を引き継いだことが、多くの神話において記されている。彼女は知恵の神エンキから、文明のあらゆる肯定的側面と否定的側面を表すメーを与えられたと信じられていた。彼女はまた、空の神アンからエアンナ神殿を引き継いだと信じられていた。イナンナは、双子の弟のウトゥ（後にシャマシュとして知られる）とともに、神の正義の執行者であった。彼女は自分の権威に挑戦したとしてエビ山を破壊し、庭師のシュカレトゥダが睡眠中に彼女を強姦した後にその怒りを爆発させ、山賊の女性ビルルを追跡し、ドゥムジッドを殺害したことへの裁きとして彼女を殺害した。標準的なアッカド語版のギルガメシュ叙事詩では、イシュタルはギルガメシュに夫になるよう誘うが、彼が軽蔑的に拒否すると、彼女は天の雄牛を解き放ち、その結果、ギルガメシュの友人エンキドゥが死んだ。その後、ギルガメッシュは、死すべき運命と闘うことになる。
イナンナ（イシュタル）の神話で最も有名なものは、姉のエレシュキガルが統治する古代メソポタミアの冥界へ、彼女が降りて再び帰還する物語である。彼女がエレシュキガルの玉座の間に到着すると、冥界の7人の裁判官は彼女を有罪と宣言し、彼女を打ち殺した。3日後、イナンナの従神ニンシュブルは、イナンナを連れ戻すようすべての神々に懇願する。すべての神が拒否する中、エンキだけが協力した。エンキは、イナンナを救出するために2人の無性の人間を送り込んだ。彼らはイナンナを冥界から連れ出したが、冥界の守護者ガルが、イナンナの代わりに夫ドゥムジッドを冥界に引きずり込む。最終的にドゥムジッドは半年だけ天国に戻ることを許されるが、彼の妹のゲシュティナンナは残りの半年間、冥界に留まることとなり、その結果、季節が巡るようになった。
イシュタルは様々な女神と神学的に同定され、英名ヴィーナスでよく知られるローマ神話のウェヌス、ギリシア神話におけるアプロディーテーのモデルになったとされている。ほか、アッカドのアヌニートゥやバビロンのベーレト・バビリ（「バビロンの女主」の意）、旧約聖書でいうアシュトレトにあたるカナンのアスタルテやシリア女神のアタルガディスも起源を同じくする。また、イシュタルの神格を継いだエジプトのアナトは気性が激しいことから「凶暴なる乙女」と評された。
親族関係に関しては異なる伝統が並存し、一貫性がない。主なものには、アヌ、もしくは月神シンとニンガルの娘で、双子の兄に太陽神シャマシュ、姉に冥界を支配する死の女神エレシュキガルを持つとされる。従えている聖獣はライオンである。

## 語源

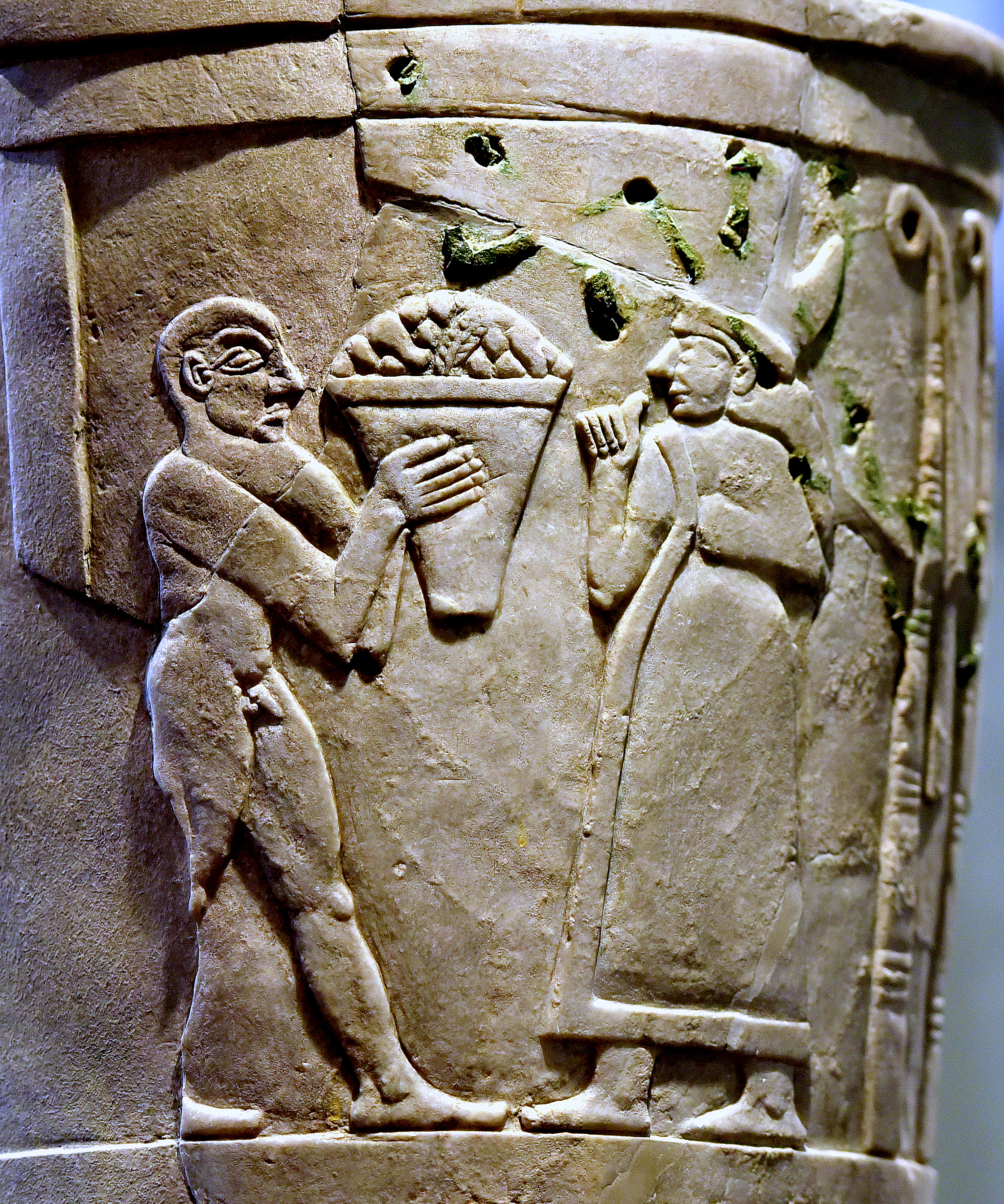
ウルクの大杯に描かれた、供え物を受け取るイナンナの拡大図。紀元前3200-3000年頃。

イナンナとイシュタルは本来は別々の無関係な神であったが 、アッカドのサルゴンの治世中にこれらの神が統合され、2つの異なる名前の下で事実上同じ女神とみなされるようになったと学者たちは考えている。イナンナの名前は、「nin-anna」（天の女主人）を意味するとされている。あるいは「天の貴婦人」を意味するシュメール語の単語「ニン・アン・アク（nin-an-ak）」に由来しているかもしれないが、イナンナの楔形文字記号 (𒈹) は、女性記号 (シュメール語: ニン、楔形文字: 𒊩𒌆 SAL.TUG2) と空 (シュメール語: アン、楔形文字: 𒀭 AN) の合字ではない。そのため、初期のアッシリア学者の中には、イナンナが元々は原ユーフラテスの女神であり、後にシュメールの神々として受け入れられたのだと考える者もいた。この考えは、イナンナの若さだけでなく、他のシュメールの神々とは異なり、彼女は当初、何を司る神であるか明確な範囲が定まっていなかったことに基づいている。ただし、シュメール語以前にイラク南部にユーフラテス原基質言語が存在したという説は、現代のアッシリア学者にはあまり受け入れられていない。
ウルクにあったイナンナのための神殿/寺院の名は「E-ana」（エアンナ、「天（アヌ）の家」あるいは「天（アンナ）の家」の意味）であった。イナンナのシュメール語の別名は「nin-edin」（エデンの女主人）、「Inanna-edin」（エデンのイナンナ）であった。彼女の夫であるドゥムジのシュメール語の別名は「mulu-edin」（エデンの主）であった。
イシュタルがイナンナと習合されたのはサルゴン朝の時代だが、イシュタルという名前はその前からも、それ以降も、両方の時代のアッカド、アッシリア、バビロニアにおいて、個人名の一要素として現れる。これはセム語に由来しており、おそらく西セム語の神アタールの名前と語源的に関連している。アタールは、後のウガリットとアラビア南部の碑文で言及されている。明けの明星は戦争の芸術を司る男性の神として考えられ、宵の明星は愛の芸術を司る女性の神として考えられたのかもしれない。アッカド人、アッシリア人、バビロニア人の間では、明けの明星の男性神の名前が、最終的に宵の明星の女神の名前も表すようになったが、イナンナとの広範な習合により、名前は男性形であったにもかかわらず、その神は女神とされた。

## 起源と発展

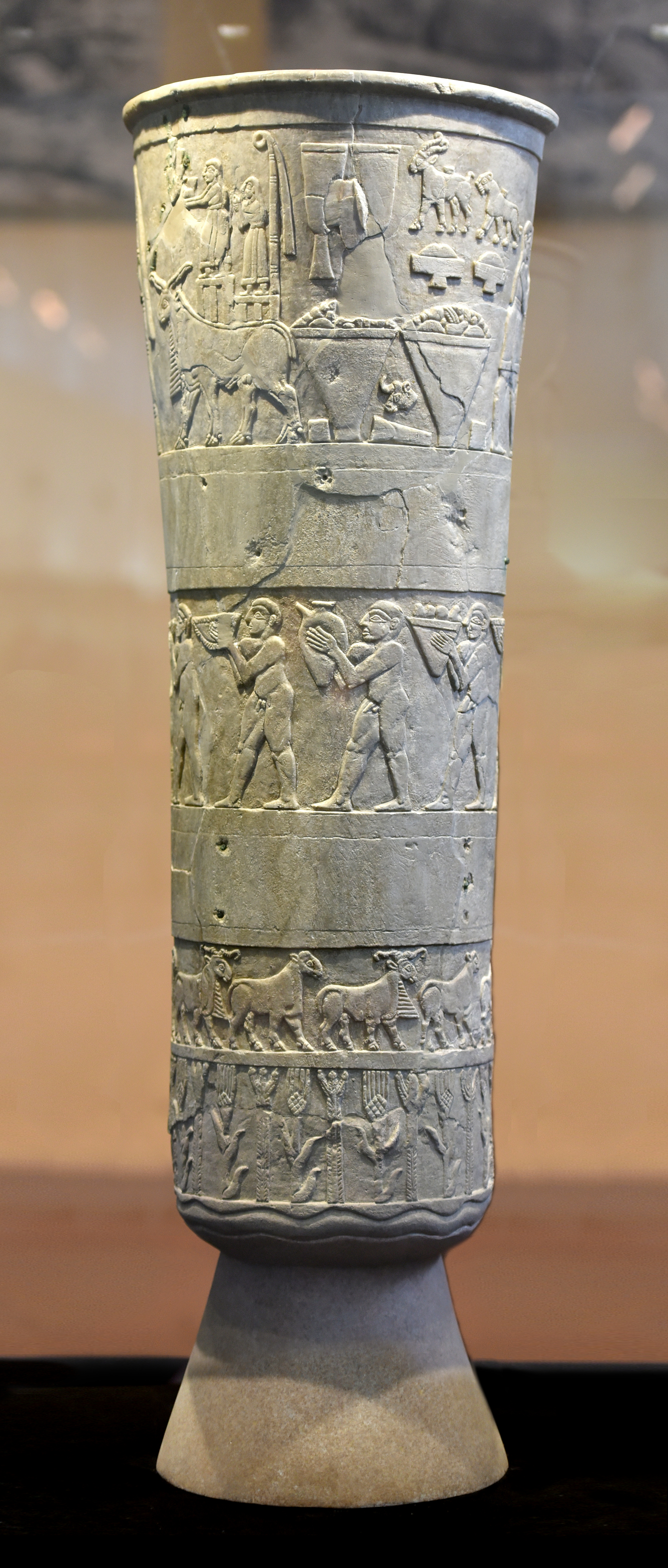
ウルクの大杯。イナンナへの供え物を描いている（紀元前3200-3000年頃）。

イシュタル信仰はシュメールのイナンナ信仰を核としている。イナンナ（イシュタル）の守護する領域が他のどの神よりも明確で、かつ矛盾した側面を含んでいたため、多くの古代シュメール学者に問題を投げかけた。彼女の起源については、主に2つの説が提案されている。1つ目の説ではイナンナは、まったく異なる領域を持つ、無関係のシュメールの何人かの神々を混合してできたものと考えられている。2つ目の説では、イナンナはもともとセム族の神であり、シュメールの神々の構成が完成した後に加えられ、他の神々にまだ割り当てられていないすべての役割がイナンナにあてがわれたというものである。
ウルク時代（紀元前4000年頃～紀元前3100年頃）には、すでにイナンナはウルク市と関係するものとされていた。この時代、上部に輪をつけた門柱のシンボルが、イナンナを表すものとされた。有名なウルクの大杯（ウルク第3王朝時代の宗教関係品が埋もれていた堆積層でドイツ隊によって発見された。高さ1m強、石灰岩で造られた大杯。イラク博物館に展示されている。）の最上段には都市の支配者が最高神イナンナに献納品を携え訪れている図像が描かれ、最下段にはチグリスとユーフラテスが、その上に主要作物、羊のペア、さらに逆方向を向く裸の男たちが描かれている。図像はイナンナとドゥムジの「聖婚」を示し、当時の人々が豊穣を願う性的合一の儀式を国家祭儀にまで高めていた様子を教えている。裸の男たちは鉢、容器、農産物の入った籠などのさまざまな物を運んでおり、支配者の正面にいる女性に羊とヤギを連れてきている。女性はイナンナのシンボルである2本のねじれた葦の門柱の前に立ち、男性は箱と山積みの器を持っている。後者の楔形文字はエン、すなわち神殿の大祭司を表している。
領域国家の時代、および後続する統一国家確立期においては王権を授与する神はエンリル（シュメール語: 𒀭𒂗𒇸）であったが、紀元前3000年にはその役割はイナンナに移行した。ジェムデト・ナスル時代（紀元前3100年～紀元前2900年頃）の印章の印影には、ウル、ラルサ、ザバラム、ウルム、アリーナ、そしておそらくケシュの都市を含むさまざまな都市を表す一連のシンボルが示されている。このリストはおそらく、ウルクのイナンナへの儀式を支援する都市からの寄付を反映しているものと思われる。ウルでは、初期王朝時代の第1期 (紀元前2900年～紀元前2350年頃) の同様の印章が多数発見されており、順序は若干異なるが、イナンナを表すシンボルであるロゼットの模様と組み合わせられている。これらの印章は、イナンナの儀式に用いる物資を保存する倉庫を封印するために使用された。
イナンナの名を冠した様々な碑文が知られている。例えば紀元前2600年頃のキシュの王アガの名前を刻んだビーズや、紀元前2400年頃のルガル・キサルシ王の粘土板などである。

全土の王アンとその女王イナンナのために、キシュ王ルガル・キサルシが中庭の壁を築いた。—ルガル・キサルシの碑文
アッカド時代（紀元前2334年頃～紀元前2154年頃）にサルゴンが覇権を握ると、元来は別々の女神であったイナンナとイシュタルは広範囲において習合し、事実上、同一の女神とみなされるようになった。サルゴンの娘であるアッカドの詩人エンヘドゥアンナは、イナンナをイシュタルと同一視し、イナンナに向けて数多くの賛美歌を書いた。この結果、イナンナ（イシュタル）信仰の人気は急速に拡大した。豊穣神としての面が再び注目されるようになったのは、紀元前21世紀から後のことである。以降、イシュタルは様々な女神の特性を取り込んで信仰の場を広げ、古代メソポタミア全域にその名が及んだ。エブラ島の初期の発掘に携わったアルフォンソ・アルキは、イシュタルは元来はユーフラテス渓谷で信仰されていた女神であったと仮定し、彼女と砂漠のポプラとの関連性が、エブラ島とマリの両方の最古の文書で証明されていると指摘した。メソポタミアや古代シリアの様々なセム族の間では数多くの神が信仰されていたが、共通して信仰されていた神は、イナンナ（イシュタル）、月の神（シンなど）、そして太陽の神（シャマシュ／シャパシュなど様々な性別のものがある）、これら3種類の神のみであると彼は考えている。この3種類の神以外は、それぞれに様々な神が信仰されていた。言い換えれば、彼の説に依れば、イナンナ（イシュタル）は、月の神、太陽の神と並ぶほどの一般性を獲得していたことになる。
異民族の王朝でもイシュタル信仰は衰えを見せず、新たな神殿が建てられるなどしていた。カナンでは軍神かつ金星神のアッタルと結び付くことで男神的な属性を得るようになり、アッシリアではアッシュルと同じ顎鬚を生やし弓と矢筒を持った姿で崇拝を受け、ヒッタイトにおいては法律と戦争を司り、男神と同列の扱いを受けたとされている。
こうしたイシュタル信仰は後代まで続き、ギリシアのアプロディーテー、ローマのウェヌスに姿を変えて崇拝され続けたが、そのあまりに強大な信仰は一神教のユダヤ教・キリスト教から敵視され、果てには「バビロンの大淫婦」と罵られることとなった。

## 信仰

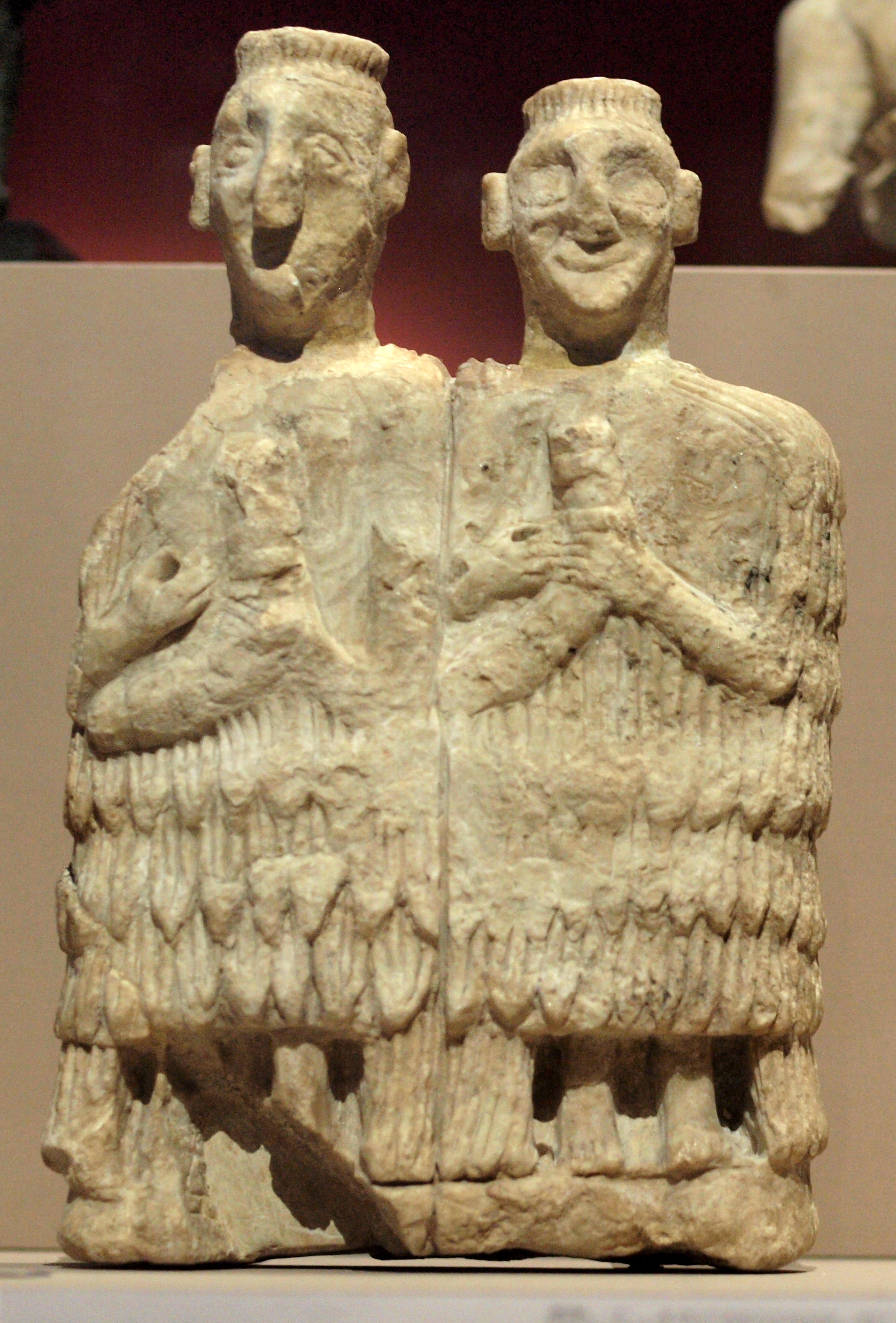
古代シュメールの、ガラ（gala）と呼ばれる2人の祭司の小さな像。紀元前2450頃のものとされる。マリにあったイナンナの神殿で発掘された。

グウェンドリン・レイク（Gwendolyn Leick）は、サルゴン朝以前の時代には、イナンナ崇拝はかなり限定的であったと推測してているが、他の専門家は、ウルク時代のウルクや他の多くの政治の中心地において、イナンナはすでに最も有名な神であったと主張している。イナンナの神殿はニップル、ラガシュ、シュルパック、ザバラム、ウルにあったが、その信仰の中心地はウルクにあったエアンナ神殿であり、その名前は「天国の家」を意味する（シュメール語:e2-anna、楔形文字:𒂍𒀭 E2.AN））。一部の研究では、紀元前4000年紀におけるウルクの、本来の守護神はアンであったと仮定している。イナンナに奉献された後、この神殿にはイナンナの女性祭司たちが住んでいたようである。ウルクの隣にあるザバラムは、初期のイナンナ信仰における最も重要な場所であった。都市の名前は一般に、それぞれ「イナンナ」と「聖域」を意味するMUŠ3とUNUGの記号で書かれた。ザバラムの都市の女神は、元々は別の神であった可能性があるが、その信仰は非常に早い段階でウルクの女神に吸収された。ジョーン・グッドニック・ウェステンホルツは、ザメ（zame）の賛美歌の中でイシュタラン（Ishtaran）と関連付けられているニン・ウム（読み方も意味も不明）という名前で特定される女神が、ザバラムのイナンナの起源であると提案した。
古アッカド時代、イナンナはアッカドの女神イシュタルと融合し、都市アガデに関連づけられた。当時の賛美歌では、アッカドのイシュタルをウルクやザバラムのイナンナとともに「ウルマシュのイナンナ」と呼んでいる。イシュタル崇拝と、イシュタル＝イナンナの融合は、サルゴンとその後継者によって奨励された。その結果、イシュタルはすぐに、メソポタミアの神々の中でも最も広く信仰される神になった。サルゴンやナラム・シン、シャル・カリ・シャッリの碑文において、最も頻繁に呼びかけられる神は、イシュタルである。
古バビロニア時代には、イシュタル信仰の主な中心地は、前述のウルク、ザバラム、アガデのほかに、イリップにもあった。また、その信仰はウルクからキシュにも伝えられた。
後の時代、ウルクでのイシュタル信仰が盛んになった一方、上メソポタミアにあったアッシリア王国（現在のイラク北部、シリア北東部、トルコ南東部）でも信仰されるようになり、その中でも特にニネヴェ、アッシュル、アルベラ（現在のアルビル）の都市で熱心に崇拝されるようになった。アッシリア王アッシュルバニパルの治世中、イシュタルはアッシリアの国家神アッシュルをも凌ぎ、アッシリアの神々の中で最も重要で広く崇拝される神に成長した。アッシリアにおける主要なイシュタルの神殿で発見された奉納物は、彼女が女性の間で人気のある神であったことを示している。
また、単なる男女という二つのジェンダーとは一線を画する人が、イナンナ信仰に深く関与していた。シュメール時代には、ガラとして知られる一組の司祭たちがイナンナの神殿で働き、そこで挽歌や哀歌を演奏していた。ガラになった男性は女性の名前を採用することもあった。また、彼らはシュメール語のエメサル方言（eme-sal）で歌をつくったが、通常、この方言は、文学の文章では女性の登場人物の会話のために用いられている。シュメールのことわざの中には、ガラが男性と性交するという評判があったことを示唆するものもある。アッカド時代、イシュタルの召使いとしてクルガル（kurgarrū）とアシンヌ（assinnu）と呼ばれる男性たちがいた。彼らは女性の服を着て、イシュタルの神殿で戦争の踊りを披露した。アッカド人のいくつかのことわざでは、彼らもまた、同性愛的性向を持っていた可能性を示唆している。メソポタミアに関する著作で知られる人類学者のグウェンドリン・ライクは、これらの人々を、現代のインドのヒジュラになぞらえた。あるアッカドの賛美歌では、イシュタルは男性を女性に変えると描写されている。
20世紀後半を通じて、イシュタル信仰には「神聖な結婚」の儀式が含まれていると広く信じられていた。その儀式の中では王はドゥムジッドの役割を引き受け、女神に扮したイナンナの大祭司と儀式的な性交を行うことによって自らの正当性を確立することになると考えられた。しかし、この見解には異議が唱えられており、学者たちは、文学文書に記述されている神聖な結婚に、何らかの物理的な儀式の実施が含まれていたかどうか、そして、もしそうなら、この儀式の中には実際の性交が含まれていたのか、それとも単なる性交の象徴的な表現が含まれていただけなのかについて、議論を続けている。古代近東の学者ルイーズ・M・プライクは、今ではほとんどの学者が、もし神聖な結婚が実際に行われる儀式であるならば、それには象徴的な性交のみが含まれると考えている、と述べている。
長い間、イシュタル信仰には神聖な売春が含まれていると考えられていたが、現在では多くの学者がこれを否定している。イシュタリトゥム（イシュタルの女）として知られるヒエロデュレスは、イシュタルの寺院で働いていたと報告されているが、そのような巫女たちが実際に性行為を行ったかどうかは不明であり、現代の学者の何人かは、彼女たちは性行為を行っていなかったと主張している。古代近東の女性たちは、灰の中で焼いた塊（kamān tumriとして知られる）を捧げることで、イシュタルの崇拝を表した。この種の献身は、アッカドの賛美歌の中で描写されている。マリで発見されたいくつかの粘土の塊は、大きな腰の裸の女性が自分の胸をつかんでいるような形をしている。一部の学者は、これらの型から作られた塊は、イシュタル自身を表現することを意図していたと示唆している。

## 神殿
イシュタルが都市神を務めるウルク市には大きな2つの聖域があり、そのうちの一つである「エアンナ」地区一帯がイシュタルの神殿とされている。エアンナとは、シュメール語で「天（アンナ）の家（エ）」の意である。エアンナには壮大な神殿群と、「天と地を結ぶ絆」として階段などを含むジッグラト（聖塔）、「ギパル」という大神官公舎が建設された。イシュタルはウルク以外にも幾つかの神殿を持つが、中でもエアンナはウルク文化に大きく貢献した建造物であり、エアンナの主神イシュタルだけでなく、神殿を取り巻く生活や文化にも大きな注目が集まる。

### 食事
ウルクの神々には毎日、人の手によって大量の食物が捧げられた。各神殿や大邸宅に向けて送られた小麦や家畜、果実などは、神殿に仕える料理人が加工して提供する。穀物は焼きパン243個、揚げパン1200個。肉類は羊58頭、牛3頭、キジバト20羽、ガチョウ3羽、アヒル5羽、卵6個。果実類は甘味と菓子、ナツメヤシ、イチジク、干しブドウを648リットル。飲み物はビールやブドウ酒など216リットル。何人の神で分けたかは定かではないが、これらはウルクの神々によりたった1日で消費される。イシュタルの取り分は1日パン30個、ビール12杯など。年間の総消費量は、ざっと換算しただけでも相当な量になる。

### 神事
神々への奉仕として捧げられるのは食物だけではない。華美な調度品、多くの建築物や神像、煌びやかな衣装、宝飾に彩られた装身具なども恵まれた。祭典、祝典、パレードも神事として神殿を中心に催され、音楽や歌や香で包まれる豪華な「奉仕」が執り行われた。これはエアンナに限らず、メソポタミア南部地方におけるバビロニア地域全土（ウルクはバビロニアのシュメール系都市国家）に共通する。神事では音楽の催し物がとりわけ重要とされ、埋葬儀礼や戦場の指揮でも奏でられていた。紀元前3000年のウルクの粘土板には弓型ハープをかたどった絵文字が確認されており、紀元前2600年頃のウル出土の王墓からは装飾の施されたハープやリラを携える楽士たちの姿が発見された。ハープを始めとするヴァイオリンやギターなどの弦楽器、トランペットやオーボエなどの管楽器は、メソポタミアで使われた楽器が原点であると言われている。

## 図像表現

### シンボル
イナンナ（イシュタル）の最も一般的なシンボルは八芒星だが、実際の頂点の数は時々変化している。六芒星も頻繁に用いられるが、その意味するところは不明である。もともと八芒星は、一般的に天と関係するものだったようだが、古バビロニア時代（紀元前1830年～1531年頃）までには、特にイシュタルの星とされた金星と関係づけられるようになった。また、同じ時期から、イシュタルの星は円盤の中に囲まれて描かれるようになった。後期バビロニア時代、イシュタルの神殿で働く奴隷には、八芒星の烙印を押されることがあった。境界石や円筒印章には、シン（シュメールのナンナ）の象徴である三日月と、シャマシュ（シュメールのウツ）の象徴である光線状の太陽円盤と並んで、八芒星が描かれることがある。
イナンナの楔形文字は、葦をフック状にねじった結び目で、多産と豊穣の一般的な象徴である倉庫の門柱を表していた。ロゼットはイナンナのもう一つの重要なシンボルであり、イシュタルと習合した後も使用され続けた。実際のところ、新アッシリア時代(紀元前911年～紀元前609年) には、ロゼットが八芒星を囲うようになり、それがイシュタルの主要なシンボルになった可能性がある。アッシュル市のイシュタル神殿は、多数のロゼットで飾られていた。
イナンナ（イシュタル）はライオンと関連付けられていた。古代メソポタミア人は、ライオンを権力の象徴とみなしていた。彼女とライオンとの関連付けは、シュメール時代に始まる。ニップルのイナンナ神殿から出土した緑泥石のボウルには、巨大なヘビと戦う大きなネコ科の動物が描かれている。そのボウルには「イナンナと蛇」と書かれた楔形文字の碑文が刻まれており、その猫が女神を表すと考えられていたことが示されている。アッカド時代、イシュタルは重武装した戦士の女神として頻繁に描かれ、その属性の1つとして、ライオンと共に描かれた。
鳩もまた、イナンナ（イシュタル）によく関連付けられた動物のシンボルだった。紀元前3千年紀の初めには、イナンナに関連する宗教的オブジェクトに、鳩が描かれている。紀元前13世紀のものとされる鉛の鳩の置物がアッシュル市のイシュタル神殿で発見され、また、シリアのマリで描かれたフレスコ画には、イシュタル神殿のヤシの木から巨大な鳩が出てくる様子が描かれており、女神そのものが鳩の姿をすると時々信じられていたことを示している。

### 惑星・金星として
イシュタルは、金星と関連付けられていた。なお、英語における金星の名（Venus＝ヴィーナス）は、 ローマにおける女神ヴィーナス（ウェヌス）に由来するが、そのヴィーナス（ウェヌス）は、イシュタルに相当する女神である。いくつかの賛美歌においてはイナンナの役割を、女神または金星の擬人化として称賛している。神学教授ジェフリー・クーリーは、多くの神話において、イナンナの動きは空の金星の動きと一致している可能性があると主張している。イシュタルの冥界下りの物語においては、他の神とは異なり、イシュタルは冥界に降りて再び天に戻ることができたが、金星も同様に、西に沈んでから再び東に昇るように見える。イシュタルを紹介する賛美歌では、イシュタルが天を離れ、おそらく山を示すと思われる場所クー（Kur）へ向かう様子が描かれており、イナンナが昇り、そして西に沈む様子が再現されている。『イナンナとシュカレトゥダ』という物語では、シュカレトゥダはイナンナ（イシュタル）を探して天を調べ、おそらく東と西の地平線を探索しているように描かれている。同じ物語の中では、イナンナ自身が攻撃者を探している間、空における金星の動きと一致するいくつかの動きをしている。
金星の動きは不連続に見えるため（一度に何日も太陽に近づくと消え、その後、反対側の地平線に再び現れる）、一部の文化では、金星を同じものとしては認識していなかった。代わりに、それが各地平線にある2つの別々の星、すなわち明けの明星と宵の明星であると仮定したのである。それにもかかわらず、ジェムデト・ナスル期の円筒印章は、古代のシュメール人が、明けの明星と宵の明星が同じ天体であることを知っていたことを示している。金星の不連続な動きは、神話とイシュタルの二面性の両方に関係している。
現代の学者は、イシュタルの冥界下りの物語を、金星の逆行に関連した天文現象に関連したものと認識している。逆行する金星が太陽と内合となる7日前に、金星は夕方の空から消える。この消失と合の間の7日間は、冥界下りの物語の基礎となった天文現象とみなされている。合の後、金星が明けの明星として現れるまでさらに7日かかるが、この現象が冥界から上ることに対応している。
アヌニトゥ（Anunītu）としてのイナンナは、黄道十二星座の最後の魚座の東の魚と関連付けられていた。また、彼女の配偶者であるドゥムジッドは、隣接する最初の星座である牡羊座に関連付けられた。

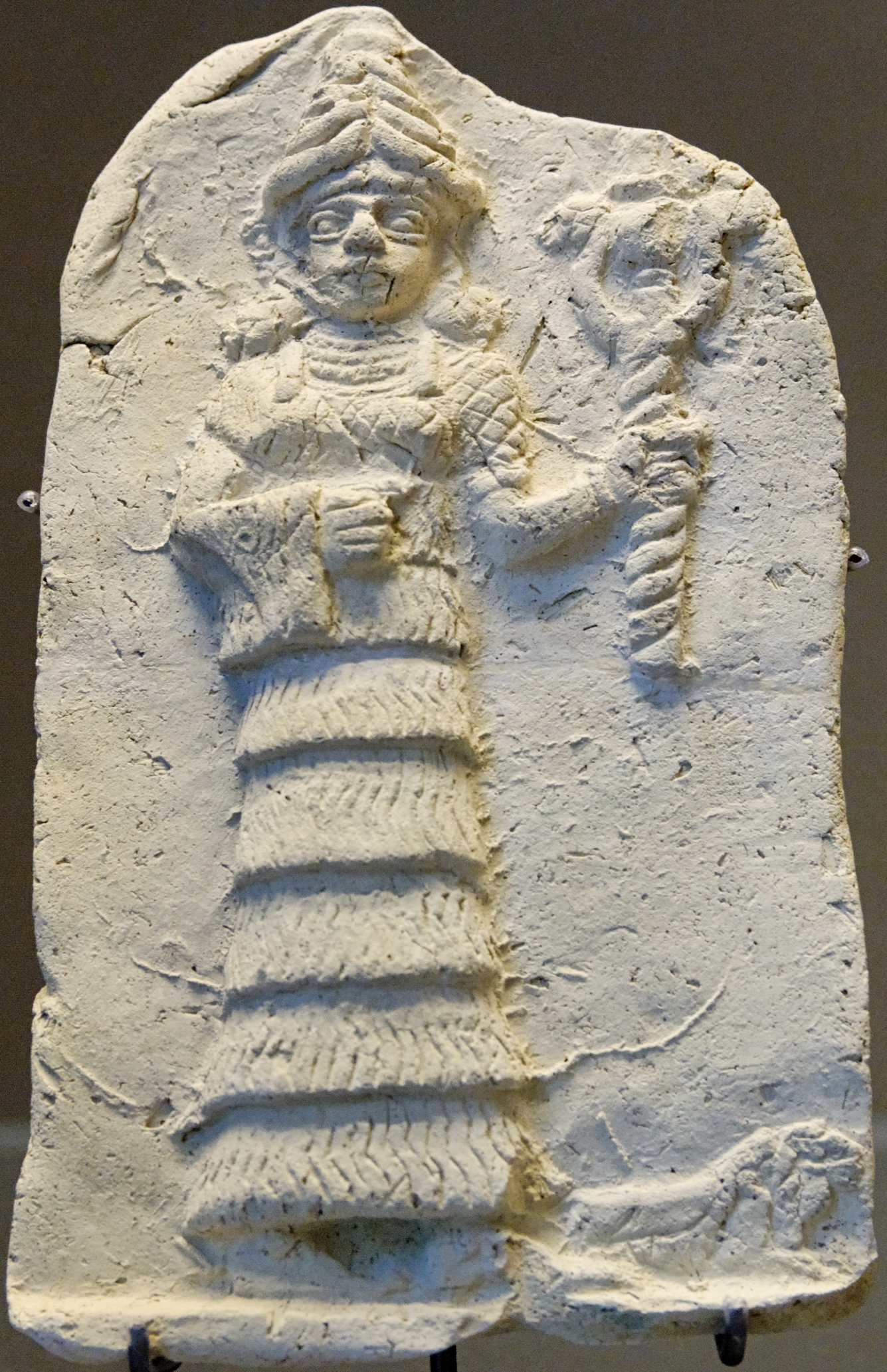
バビロニア時代のイシュタルのレリーフ。テラコッタ。エシュヌンナ出土（紀元前2千年紀初頭）
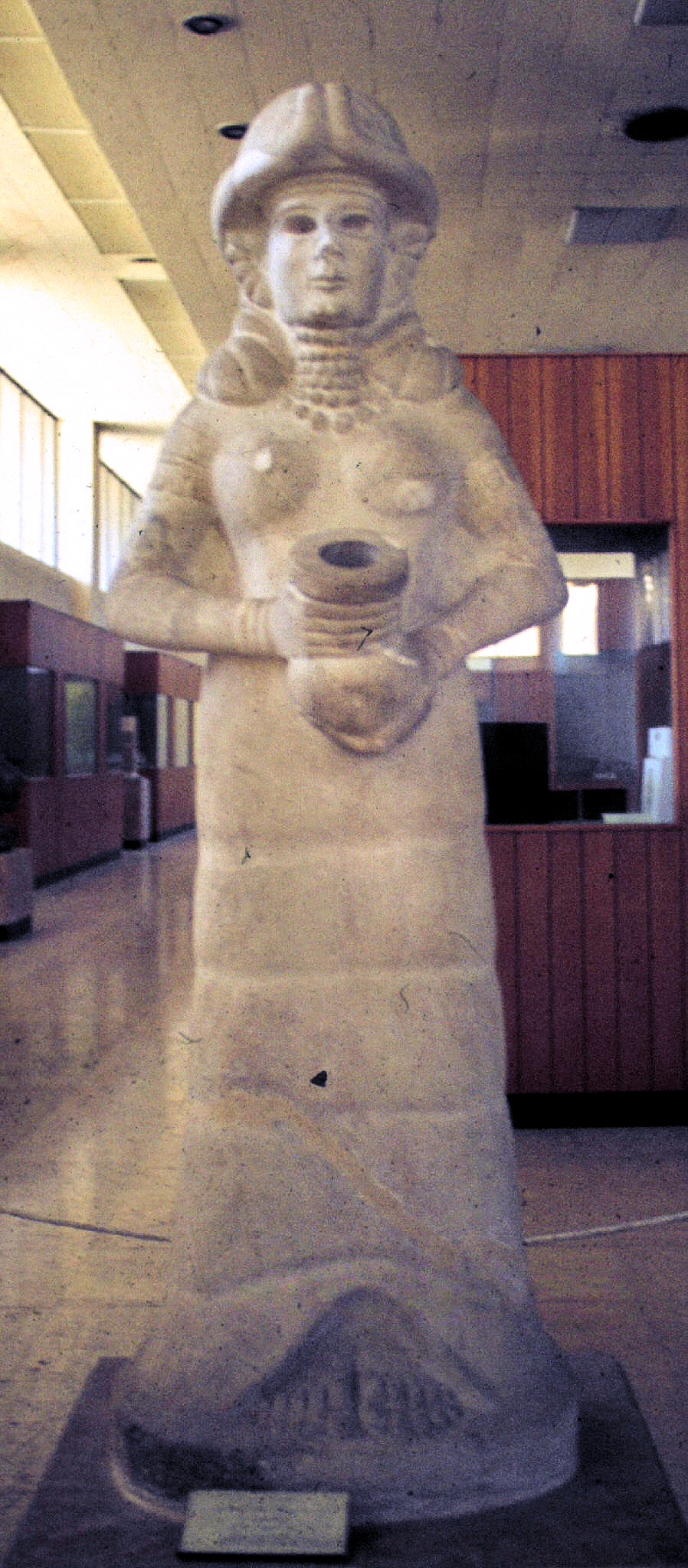
女神の等身大像。おそらくはイシュタルで、壺を持っている。シリアのマリ出土（紀元前18世紀）
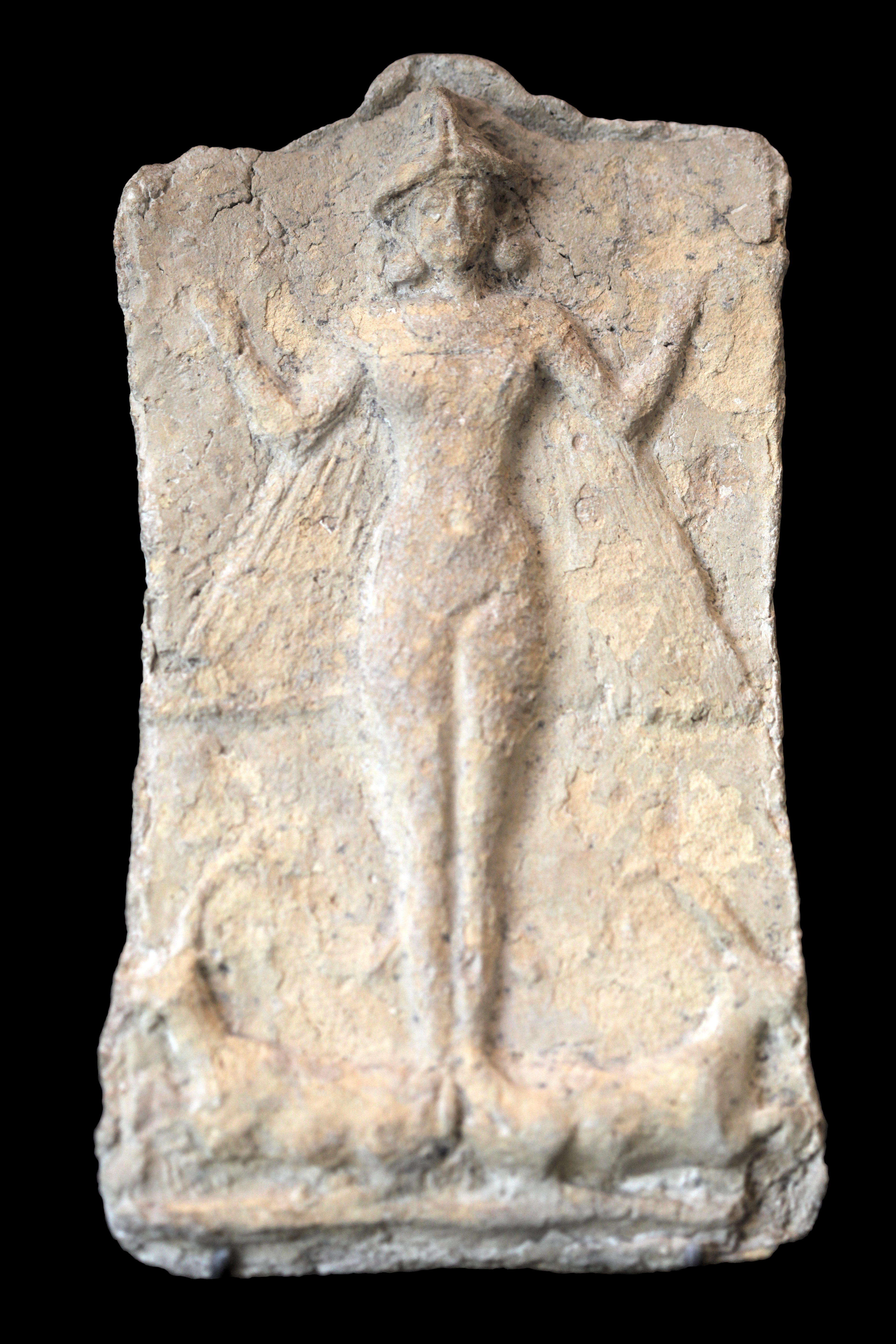
翼を持つイシュタルのレリーフ。テラコッタ。ラルサ出土（紀元前2千年紀）
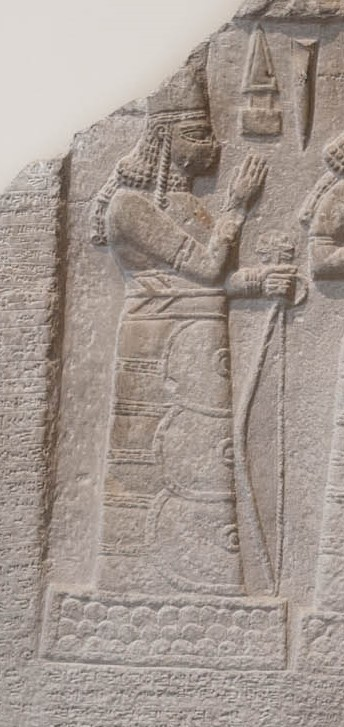
エンニガルディ・ナンナ博物館所蔵の、弓を持ったイシュタルが描かれた石碑（紀元前8世紀）
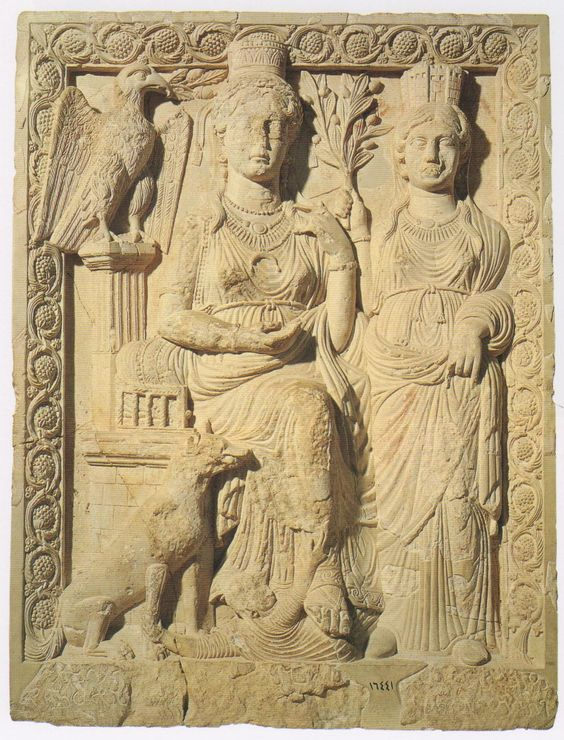
パルミラにある、召使とともに立つイシュタルの浅浮き彫り。ヘレニズムの影響を受けている（西暦3世紀）

## 性格・特徴

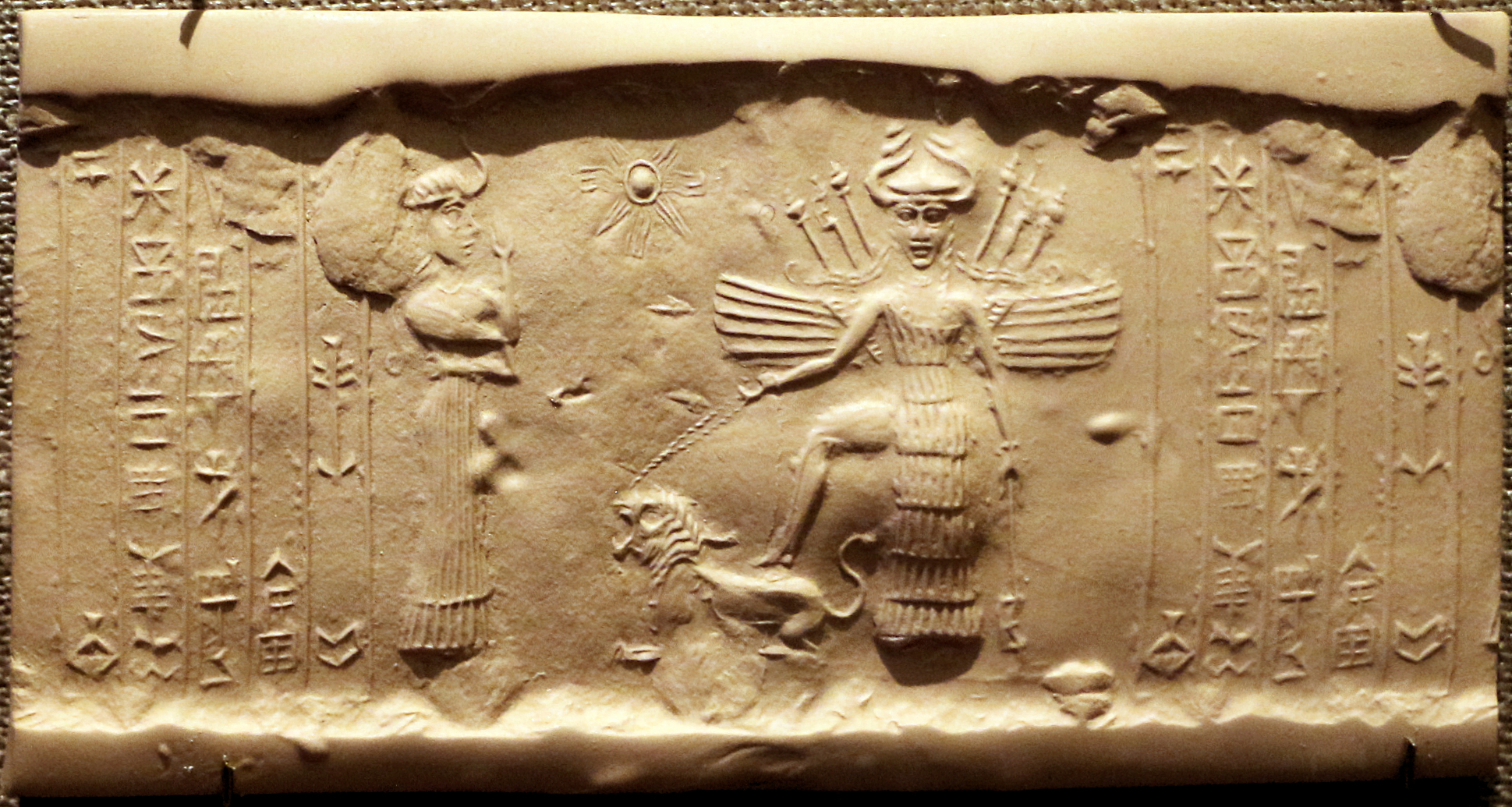
ライオンの背に足を乗せるイナンナと、その前で敬意を払うニンシュブルを描いた古代アッカドの円筒印章。紀元前2334～2154年頃。

「起源と発展」の項で触れているとおり、イシュタル（イナンナ）は多くの神性を宿す女神である。そういった多岐に渡る神格が、奔放でありながら抜け目なく、慈悲深くありながら冷酷という、苛烈で複雑な人格を形成した。優美な振る舞いで男性を魅了することもあれば、思いのままに激情するなど個人としての性格もまた雑多だが、基本的には欲情に忠実な逸楽の女神のようである。シュメール人は、イナンナを戦いと愛の女神として崇拝した。役割が固定的で領域が限られていた他の神々とは異なり、イナンナの物語では、彼女は征服から征服へと移動するように描かれている。彼女は若く衝動的で、自分に割り当てられている以上の権力を求めて常に努力しているように描かれた。
イシュタルは愛の女神として崇拝されていたが、結婚の女神ではなく、母神ともみなされていなかった。アンドリュー・R・ジョージは、「すべての神話によると、イシュタルはそのような役割に対して・・・乗り気だったわけではない」とまで述べている。ジュリア・M・アッシャー・グレーヴは、イシュタルが母神ではなかったからこそとりわけ重要だったのだと提案している。メソポタミアの人々は定型句の中では、イシュタルを愛の女神として祈りを捧げていた。
イシュタルの冥界下りでは、イシュタルは恋人のドゥムジッドを非常に気まぐれな態度で扱っている。イシュタルのこの性格は、ギルガメシュ叙事詩の後の標準的なアッカド語版の物語で強調されており、この中でギルガメシュは、恋人に対するイシュタルの悪名高い冷遇を指摘している。しかし、アッシリア学者のディナ・カッツによれば、冥界下りの物語におけるイシュタルとドゥムジの関係の描写は、珍しいものであるという。
イナンナ（イシュタル）はシュメールの戦いの神の一人としても崇拝された。彼女に捧げられた賛美歌の一つでは、次のように宣言している。「彼女は自分に従わない者たちに対して混乱と混沌を引き起こし、恐るべき輝きをまとって大虐殺を加速させ、壊滅的な洪水を引き起こす。疲れることなくサンダルを履いて、紛争と戦いを加速させるのが彼女のゲームだ。」
戦いそのものが「イナンナの踊り」と呼ばれることもあった。特にライオンに関連した形容は、彼女のこの性格を強調するために用いられた。戦争の女神として、彼女はイルニナ（「勝利」）という名前で呼ばれることもあったが、この呼び名は、イシュタルではなく戦いの神ニンギシュジダと関係する別の女神として機能したことに加えて、他の神にも同様に適用された可能性がある。イシュタルのこの性質を強調する別の呼び名は、アヌニトゥ（「武人」）であった。イルニナと同様に、アヌニトゥも別の神であった可能性がある。アヌニトゥはウル第3期の文書で初めて言及されている。
アッシリアの王室の呪いの典型では、イシュタルの主な機能の両方を一度に呼び出し、呪いの対象者の力と勇気を同様に取り除くようにイシュタルに呼び掛けている。メソポタミアの文書によれば、英雄として認識される特性（軍隊を率い、敵に勝利する王の能力など）と性的武勇が結びつけられていたようである。
イシュタルは女神であるが、性別が曖昧なこともあった。ゲイリー・ベックマンは、「曖昧な性別認識」はイシュタル自身だけでなく、彼が「イシュタル型」の女神と呼ぶ一群の神々（シャウシュカ、ピニキル、ニンシアンナなど）の特徴でもあったと述べている。後期の賛美歌には、「彼女（イシュタル）はエンリル、彼女はニニル」というフレーズが含まれており、これはイシュタルの賞賛を高める働きに加えて、時に「二面性」のあるイシュタルの性格を表している可能性がある。また、ナナヤへの賛美歌では、より標準的な様々な説明とともに、バビロンのイシュタルの男性的な側面を示唆している。しかし、イロナ・ジョルナイはイシュタルを、例えば軍神など、特定の文脈においてのみ「男性的な役割を果たした女性」として描写している。
上述の内容と重複するものもあるが、その性格を分類すると、以下のとおりとなる。

### 豊穣の女神
イシュタルを示す楔形文字が豊穣を示すアシの束であったことから、元来は豊穣の女神であったと推察されている。古代メソポタミアでは豊穣を願う儀式として、国王がイシュタルの夫役を演じて行う結婚式「聖婚儀礼」が行われた。

### 愛の女神
豊穣神であるイシュタルは、多産を司る性愛の女神としても知られ、夫を持ちながら120人を越える恋人を抱えていたという。加えて、イシュタルは彼らと休まず性交を行ってもまるで疲れを知ることはなかったとも伝えられている。そのためイシュタルは娼婦の守護者でもあり、イシュタルの神殿には神聖娼婦が勤めを果たしていたほか、「アシンヌ」と呼ばれる女装の青年が仕えていたとする説も存在する。また、性愛を司るイシュタルが不調（もしくは不在）になると、多くの生命が繁殖活動をやめ地上に不毛をもたらすことが後述の『イシュタルの冥界下り』で描かれている。

### 戦の女神
愛の女神としての傍ら戦の女神でもあるイシュタルは、王権の守護女神として「勝敗の予兆」を司る巫女と呼ばれた。「戦闘と戦役の女君」という添名を持ち、武器を持った姿で図像化されることも多い。後述の『イナンナ女神とエビフ山』ではイシュタルの闘争的な面がよく表されており、語り手はイシュタルを「獅子の如く吠え、野牛の如く敵国に勝利宣言をする」と表現している。戦争に際しては、別の戦神ニヌルタと共に勝利が祈願され、勝利した暁にはイシュタルのために盛大な祭儀が執り行われた。その戦いぶりは凄まじく、イシュタルに勝る戦士はいなかったと伝える歌まで存在する。ニヌルタやエンリル、マルドゥクのような実力者からも、イシュタルの並びない武勇が認められていた。

### 美しくも残忍な野心家
イシュタルは全てを手に入れなければ気が済まない野心家だが、愛情が冷めてしまえばその後の扱いは酷いものだった。例えば、マダラ模様のある羊飼鳥は打ち叩いてその羽をむしり取り、戦で活躍した馬を鞭打ちにしてから長距離を走らせた揚句に泥水を飲ませるなど、動物に対して非常に残忍な仕打ちをしている。人間に対しても同様で、泣かせたり動物に変えたりという汚行を繰り返してきた。とある牧人には子どもを供物として殺させ、最後には牧人自身を狼に変えたという逸話もある。また、自身の誘惑を撥ね退けた者に対する残酷さは群を抜いていた。
一方、信者に対しては非常に慈悲深く、愛をもって接する女神でもある。二律背反な性格を持つイシュタルだが、その容姿は魅力的な肢体を持つ美しい女神であったとされ、太陽のように輝く光を発していたという。各神話では、華美な宝飾品や衣装で身を包んだ様が描かれている。

## 家族

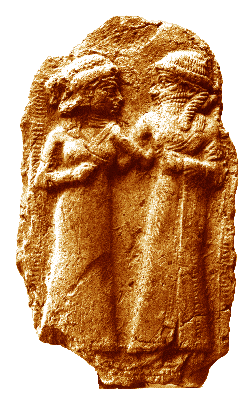
イシュタルとドゥムジッドの結婚を描いた古代シュメールの絵

### 兄弟
イナンナ（イシュタル）の双子の兄弟は、太陽と正義の神ウトゥ（アッカド語でシャマシュとして知られる）である。シュメール語の文書では、イナンナとウトゥは非常に近い存在として描かれている。現代の作家の中には、彼らの関係を近親相姦に近いものと認識している者もいる。
冥界下りの物語の中で、イナンナは冥界の女王エレシュキガルを「姉」と呼ぶ。天界の女王であり光を司るイシュタルに対し、姉エレシュキガルは闇を司る地界（冥界）の女王として君臨しており、姉妹は非常に仲が悪い。この二人の女神がその他のシュメールの文学に一緒に登場することはほとんどなく、神のリストでも同じカテゴリーには分類されていなかった。フルリ人の影響により、一部の新アッシリア資料ではイシュタルもアダドと関連付けられており、その関係はフルリ神話におけるシャウシュカと彼女の弟テシュブの関係を反映し、兄妹のごとく扱われている。

### 親
最も一般的な伝統では、ナンナ（＝月の神シン）とその妻ニンガルがイナンナの両親であると考えられていた。その例としては、初期王朝時代の神のリスト、エンリルとニンリルがどのようにしてイナンナに力を与えたかを伝えるイシュメ・ダガンの賛美歌、ナナヤへの後期の混合賛歌、ハットゥシャで出土したアッカドの儀式など、多様な史料において確認できる。一部の学者は、ウルクでは通常、イナンナは天空神アンの娘とみなされていると主張しているが、アンを父親として言及しているのは、ナンナの祖先としてであって、アンの子孫であることを比喩的にアンの娘として言及している可能性がある。文学的な文章においては、エンリルまたはエンキが彼女の父親とされることがあるが、主要な神々が「父親」であるとの言及も、これらの神々が年長であることを示す表現でしかない可能性がある。

### 夫
イシュタルは多くの恋人（愛人）を持つが、最も著名な夫に、男神ドゥムジがいる。『ドゥムジ神とゲシュティンアンナ姫』や『ドゥムジ神の夢』など、イシュタルとドゥムジにまつわる神話は数多い。
イシュタルの結婚相手候補には牧夫ドゥムジと農夫エンキムドゥの2人がおり、兄シャマシュは牧夫は素晴らしいとしてドゥムジとの婚姻を勧めた。だがイシュタルは「牧夫なんか嫌よ」と言った。どうやらドゥムジのことは気に召しておらず、エンキムドゥの方に少しばかり思いを寄せていたようである。ドゥムジ自身は自分の方が農夫より優れていると言うが、エンキムドゥの方は控え目だった。ドゥムジにイシュタルを譲ると言い、祝福の品もたくさん用意すると約束した。こうしてイシュタルはドゥムジと結婚することになった。
羊飼いの神であるドゥムジッド（後にタンムズとして知られる）は通常、イナンナの夫とされるが、解釈によっては、彼に対するイナンナの忠誠心は疑わしい。冥界下りの物語の中では、彼女はドゥムジッドを見捨てて、ガラという悪魔が彼女の代わりに彼を冥界に引きずり込むことを許している。その一方で、「ドゥムジッドの帰還」という別の物語においては、イナンナはドゥムジッドの死を悼み、最終的にはドゥムジッドが天国に戻って一年の半分は彼女と一緒にいることが許されている。ディナ・カッツは、『イナンナの冥界下り』における彼らの関係の描写は珍しいと指摘している。ドゥムジの死について書かれている他の物語における彼らの関係とは似ていない。ドゥムジッドの死の責任がイナンナによることはほとんどなく、むしろ悪魔や人間の盗賊が原因となっている。研究者によって、イナンナとドゥムジッドの出会いを描いた愛の詩を集めた大規模なコーパスが編集されている。もっとも、局所的にイナンナ（イシュタル）が取り上げられる部分では、必ずしもドゥムジッドと関係づけられていたわけではない。キシュでは、都市の守護神であるザババ（軍神）は、地元のイシュタルに相当する女神の配偶者とみなされていたが、古バビロニア時代以降、ラガシュから導入されたバウが彼の配偶者となり（メソポタミア神話ではよく見られる、戦いの神と医薬の女神のカップルの一例である）、キシュのイシュタルは単独で崇拝されるようになった。

### 子
通常、イシュタルに子孫がいるようには書かれていないが、ルガルバンダの神話やウル第3王朝（紀元前2112年頃～2004年頃) の単一の建物の碑文においては、戦士の神シャラ（Shara, Šara, シュメール語: 𒀭𒁈dšara2, dšara)が彼女の息子であると記されている。彼女はルラルの母親ともみなされることもあったが、他の文献では、ルラルはニンスンの息子であると記されている。ウィルフレッド・G・ランバートは、イシュタルの冥界下りの物語の中では、イナンナとルラルの関係は「密接ではあるが特定されていない」と述べている。同様に、愛の女神ナナヤが彼女の娘とみなされているという証拠は乏しいが、これらの例はすべて、単に神々の間の親密さを示す形容詞を用いているだけであり、実際の親子関係についての記述ではなかった可能性がある。

### スッカル
イナンナのスッカル（従神）は女神ニンシュブルである。イナンナと彼女の関係は、相互献身的なものであった。一部の文書では、ニンシュブルはイナンナの仲間の一員としてドゥムジッドのすぐ後、さらに言えば、彼女の親戚よりも先に記載されている。「ニンシュブル、最愛の宰相」というフレーズが登場する文書もある。別の文書では、彼女の側近の神々のリストの中で、ニンシュブルはナナヤよりも前に記載されているが、これは本来はイナンナ自身の別位格であったかもしれない。ヒッタイトの文書群の中にあるアッカドの儀式文書では、イシュタルのスッカルの名が、彼女の家族（シン、ニンガル、シャマシュ）とともに記されている。
この他に、神のリストに頻繁に記載されるイナンナの側近としては、ナナヤ 、カニスーラ、ガズババ、ビジラなどの女神があり、これらの女神全員も、さまざまな順番で互いに関連付けられている。

## 習合と他の神々への影響
サルゴンとその後継者の治世中に、イナンナとイシュタルが完全に融合したことに加えて、彼女はさまざまな神々と習合した。知られている混合賛美歌のうち最古のものは、イナンナに捧げられており、初期王朝時代のものとされている。古代の筆記者によって編集された多くの神のリストの中には、イナンナと同種の女神を列挙した「イナンナグループ」と呼ばれるものがあり、記念碑的な神のリスト「アン・アヌム」（合計7枚の粘土板から成る）の4枚目の粘土板は、「イシュタルの粘土板」として知られている。なぜなら、その内容の大部分がイシュタルと同じ女神やイシュタルの各種の称号、様々な従者の名前となっているからである。現代の研究者の中には、この類いの一群の神々を定義するために、「イシュタル型（Ishtar-type）」という呼び名を使用する者もいる。一部の文書では、特定の地域の「すべてのイシュタル」という表現さえあった。
後の時代、バビロニアではイシュタルの名は女神の総称として時々使用され、その一方で、イナンナの表語文字がベルトゥ（Bēltu）の称号を綴るためにも使用され、さらなる混同を引き起こした。このような名前の使用例はエラムにおいても知られている。アッカド語で書かれたエラム人の単一の碑文には「マンザト・イシュタル」と記されており、この文脈では「女神マンザト」を意味する可能性がある。

### 具体例
アスタルト
マリやエブラのような都市では、東セム語形と西セム語形の名前（イシュタルとアスタルト）は基本的に互換性があると見なされていた。しかし、西の女神には、メソポタミアのイシュタルにあったような、星としての特徴が明らかに備わっていなかった。ウガリットの神のリストと儀式文書は、地元のアスタルトを、イシュタルやフルリのイシャラと同一視している。
イシャラ
イシュタルとの関わりにより、シリアの女神イシャラはメソポタミアのイシュタル（そしてナナヤ）と同様に「愛の貴婦人」とみなされるようになった。しかし、フルリ人やヒッタイトの文書では、イシャラは代わりに冥界の女神アラニと関連付けられ、さらに誓いの女神としても機能した。
ナナヤ
イナンナと独特の密接な関係にある女神。アッシリア学者のフランス・ウィガーマンによれば、彼女の名前はもともとイナンナの形容詞であった（おそらく「私のイナンナ！」という呼びかけの役割を果たしていた）。ナナヤはエロティックな愛と関連付けられていたが、最終的には彼女自身の好戦的な面が発達した（ナナヤ・ウルサバ／Nanaya Eursaba）。ラルサでは、イナンナの役割は事実上、3人の別々の人物に分割され、イナンナ自身、ナナヤ (愛の女神として)、ニンシアンナ (星の女神として) からなる三位一体の一部として崇拝された。イナンナ（イシュタル）とナナヤは、詩の中で偶然または意図的に混同されることがよくあった。
ニネガル
当初、彼女は独立した女神だったが、古バビロニア時代以降、一部の文書では「ニネガル」がイナンナの称号として使用されている。また、神のリストでは、彼女は通常、「イナンナグループ」の一員として、ニンシアンナと並んでいた。形容詞としての「ニネガル」の使用例は、シュメール語電子コーパス（ETCSL：Electronic Text Corpus of Sumerian Literature） に収録されている「ニネガラ (イナナD) としてイナナへの賛美歌」と呼ばれる文書の中にある。
ニニシナ
特殊な混合例としては、政治的な理由により発生した、医薬の女神ニニシナとイナンナの例がある。都市イシンは、ある時点でウルクに対する支配権を失い、その守護神であるイナンナとの一体性も失われた（その好戦的な性格を彼女にも割り当てていた）。イナンナは、王権の源としても機能していたが、おそらくこの問題の神学的解決策として役立つことを意図していたと思われる。その結果、多くの史料では、イシンの守護神ニニシナは、ニンシアンナと類似しているとみなされ、イナンナがニニシナの姿を取っているものとして扱われた。また、ニニシナとイシン王との「神聖な結婚」の儀式が行われた可能性もある。
ニンシアンナ
さまざまな性別を持つ金星の神。ニンシアンナは、ラルサのリム・シンやシッパル、ウル、ギルス出土の文書では男性として言及されている（特にリム・シンはニンシアンナに対して「私の王」という表現を使用した）が、神のリストや天文文書では「星のイシュタル」としている。また、これらの文書では、金星を擬人化する際のイシュタルの通り名をニンシアンナに適用している。一部の場所では、ニンシアンナは女性の神としても知られており、その場合、彼女の名前は「天の赤い女王」という意味にも理解できる。
ピニキル
元々はエラム人の女神だったが、メソポタミアで認識され、イシュタルと同様の役割があったことから、やがてフリル人やヒッタイト人の間でイシュタルに等しいものとみなされた。神のリストでは、彼女は特に星（ニンシアンナ）の面で認識された。ヒッタイトの儀式では、彼女はdIŠTARという記号によって表され、シャマシュ、スエン、ニンガルは彼女の家族とされた。エンキとイシュタルのスッカル（従者）もその儀式の中で呼びかけられた。エラムでは、彼女は愛と性の女神であり、天の神（「天の女王」）だった。イシュタルやニンシアンナとの習合により、ピニキルはフルリ人やヒッタイトの文書では、女性神とも男性神ともされた。
シャウシュカ
彼女の名前は、フルリとヒッタイトの史料では表語文字dIŠTARで頻繁に書かれたが、メソポタミアの文書では「スバルトゥのイシュタル」という名前で記された。彼女に特有のいくつかの要素は、後の時代のアッシリアにおけるイシュタル、ニネヴェのイシュタルに関連していた。彼女の侍女のニナッタとクリッタは、アシュールの神殿でイシュタルに仕えると信じられている神々の輪に組み込まれた。

## シュメールの文書

### 起源の神話

#### エンキと世界秩序の詩
エンキと世界秩序の詩 (ETCSL 1.1.3) は、エンキ神と彼の宇宙の設立について説明することから始まる。世界秩序を定めようと思い立ったエンキは、神々にそれぞれ仕事を命じ役割を与えた。このときイナンナだけが何も仕事をもらえなかった。詩の終わりの部分では、イナンナはエンキのもとにやって来て、エンキが他のすべての神々に領土と特別な力を割り当てたのに、自分には割り当てていないと不平を言う。彼女は不当な扱いを受けたと宣言する。エンキは、彼女にはすでに領土があるので、割り当てる必要はないと伝える。イナンナはエンキから「優美な衣装と女性の魅力」を授かり、「戦場に吉兆をもたらすこと、凶兆を伝えること。滅亡させずともよいものを滅亡させ、創造せずともよいものを創造すること」などの役目が与えられた。対句の表現が続くため、イシュタルの気まぐれに左右される人間の宿命が表されているのかもしれない。

#### イナンナ女神の歌

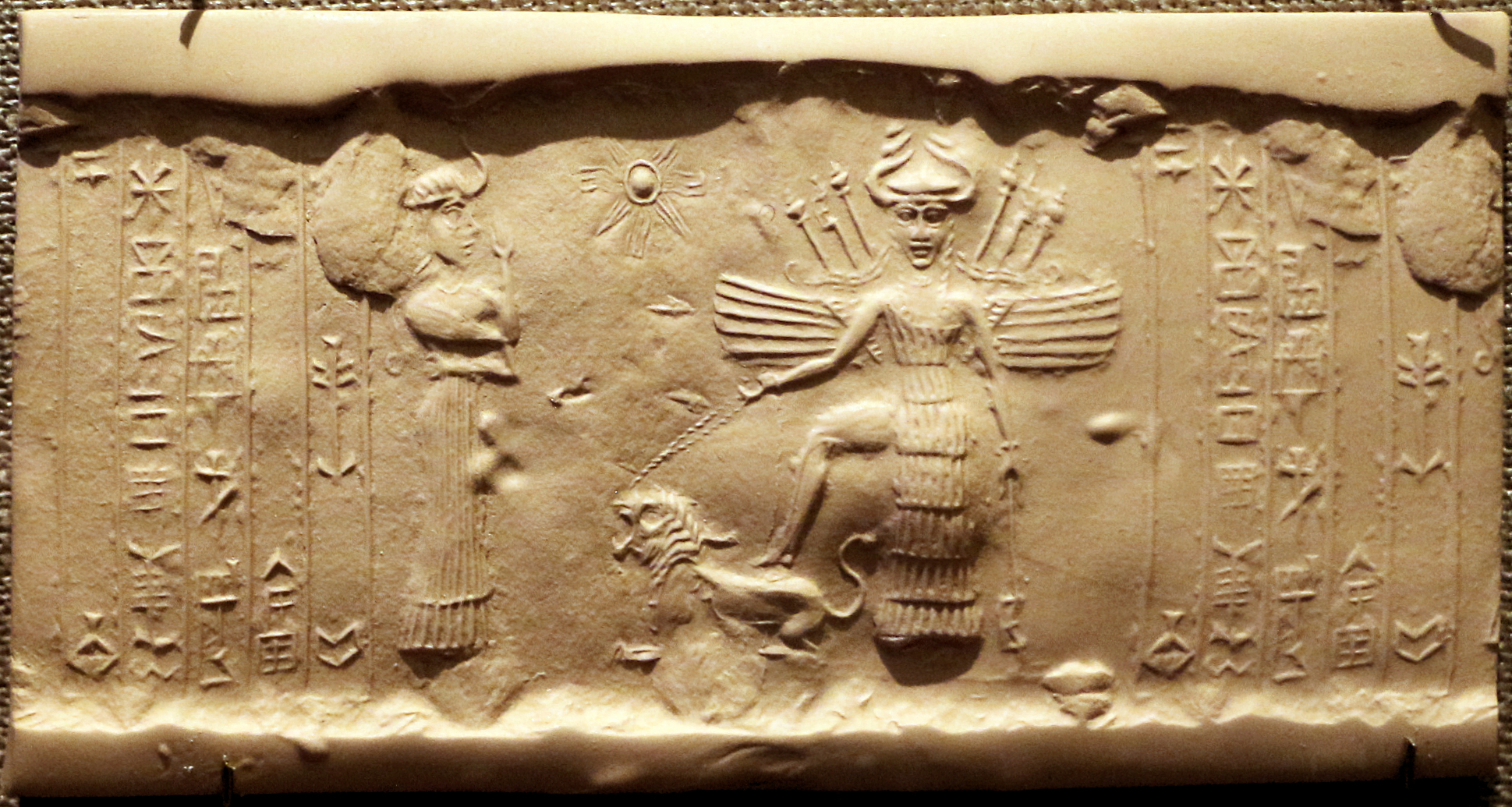
両手に鎚矛を持ち、背中に翼の生えた天の女主人・イナンナ。

シュメール時代の粘土板である『イナンナ女神の歌』においてイナンナは、ニンガルから生まれた魅力と美貌を持ち、龍のように速く飛び、南風に乗りアプスーから聖なる力を得た。母親ニンガルの胎内から誕生した際、すでにシタ(cita)とミトゥム(mitum)という2つの鎚矛を手にして生まれた。

#### イナンナとフルップの木

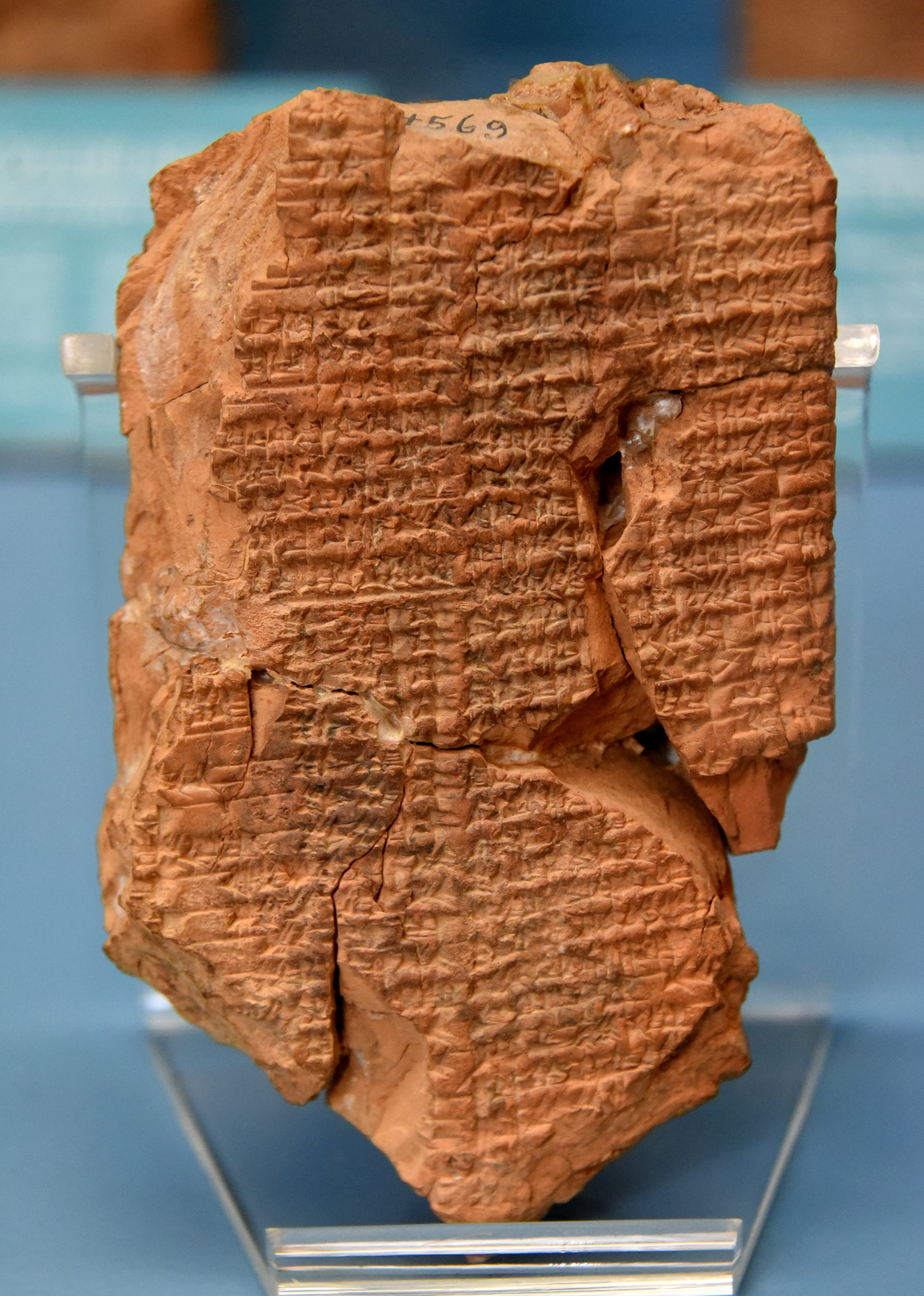
「イナンナとドゥムジッドの求愛」シュメール語の粘土板のオリジナル

ギルガメッシュ、エンキドゥ、そして冥界の叙事詩（シュメール語電子コーパス（ETCSL）1.8.1.4）の前文にある「イナンナとフルップの木」の神話は、まだ力が安定していない若いイナンナの話を中心にしている。物語はユーフラテス川の岸辺に生えているフルップの木から始まるが、クレイマーは、その木はおそらくヤナギであると推測している。イナンナは、この木が完全に成長したら玉座を彫るつもりで、その木をウルクの庭に移した。木は成長していくが、「その魅力を知らない」蛇、アンズー鳥、そしてユダヤ人の民間伝承のリリスの由来となったであろうリリトゥ（シュメール語でキ・シキル・リル・ラ・ケ）が木の中に住み着き、イナンナは悲しんで泣いた。だが、この物語では彼女の兄弟として描かれている英雄ギルガメッシュがやって来て大蛇を殺し、アンズバードとリリトゥは逃げていった。ギルガメッシュの仲間たちはその木を切り倒してベッドと玉座を作り、イナンナに与えた。彼女はピックとミク（おそらくドラムとドラムスティックと思われるが、特定は困難）を作り、それをギルガメッシュの英雄的な行為への褒美として与えた。
なお、この神話には、ギルガメシュの代わりにウトゥが同じ役割として登場するヴァリエーション（変種）がある。内容は以下のとおりである。

ある日、イナンナはぶらぶらとユーフラテス河畔を歩いていると、強い南風にあおられて今にもユーフラテス川に倒れそうな「フルップ（ハルブ）の樹」を見つけた。あたりを見渡しても他の樹木は見あたらず、イナンナはこの樹が世界の領域を表す世界樹（生命の木）であることに気がついた。
そこでイナンナはある計画を思いついた。
この樹から典型的な権力の象徴をつくり、この不思議な樹の力を利用して世界を支配しようと考えたのだ。
イナンナはそれをウルクに持ち帰り、聖なる園（エデン）に植えて大事に育てようとする。
まだ世界はちょうど創造されたばかりで、その世界樹はまだ成るべき大きさには程遠かった。イナンナは、この時すでにフルップの樹が完全に成長した日にはどのような力を彼女が持つことができるかを知っていた。
「もし時が来たらば、この世界樹を使って輝く王冠と輝くベッド（王座）を作るのだ」
その後10年の間にその樹はぐんぐんと成長していった。
しかし、その時（アン）ズーがやって来て、天まで届こうかというその樹のてっぺんに巣を作り、雛を育て始めた。
さらに樹の根にはヘビが巣を作っていて、樹の幹にはリリスが住処を構えていた。リリスの姿は大気と冥界の神であることを示していたので、イナンナは気が気でなかった。
しばらくの後、いよいよこの樹から支配者の印をつくる時が来た時、リリスにむかって聖なる樹から立ち去るようにお願いした。
しかしながら、イナンナはその時まだ神に対抗できるだけの力を持っておらず、リリスも言うことを聞こうとはしなかった。彼女の天真爛漫な顔はみるみるうちに失望へと変わっていった。そして、このリリスを押しのけられるだけの力を持った神は誰かと考えた。そして彼女の兄弟である太陽神ウトゥに頼んでみることになった。
暁方にウトゥは日々の仕事として通っている道を進んでいる時だった。イナンナは彼に声をかけ、これまでのいきさつを話し、助けを懇願した。ウトゥはイナンナの悩みを解決しようと、銅製の斧をかついでイナンナの聖なる園にやって来た。
ヘビは樹を立ち去ろうとしないばかりかウトゥに襲いかかろうとしたので、彼はそれを退治した。ズーは子供らと高く舞い上がると天の頂きにまで昇り、そこに巣を作ることにした。リリスは自らの住居を破壊し、誰も住んでいない荒野に去っていった。
ウトゥはその後、樹の根っこを引き抜きやすくし、銅製の斧で輝く王冠と輝くベッドをイナンナのために作ってやった。彼女は「他の神々と一緒にいる場所ができた」ととても喜び、感謝の印として、その樹の根と枝を使って「プック(Pukku)とミック(Mikku)」（輪と棒）を作り、ウトゥへの贈り物とした。

#### イナンナとウトゥ
シュメールの賛美歌「イナンナとウトゥ」には、イナンナがどのようにして性の女神になったかを説明する神話が含まれている。賛美歌の冒頭でイナンナは、性について何も知らないので、クル（シュメールの冥界）に連れて行ってほしいと兄のウトゥに懇願する。そうすれば、そこに生えている木の実を食べることができ、それによって性の秘密が明らかになるだろうから、と。ウトゥはそれに応じ、クルでイナンナがその木の実を食べ、知識を得た。この賛美歌は、エンキとニンフルサグの神話、そして後の聖書のアダムとイブの物語に見られるものと同じモチーフを採用している。

#### イナンナは農夫を好む
『イナンナは農夫を好む』という詩（ETCSL 4.0.8.3.3）は、イナンナとウトゥの間の冗談のような会話から始まる。ウトゥは徐々に彼女に、結婚の時期が来たことを明らかにしていく。エンキムドゥという名の農夫とドゥムジッドという名の羊飼いも、彼女に求愛していた。最初はイナンナは農夫の方を好むが、ウトゥとドゥムジッドは徐々に彼女を説得し、夫としてはドゥムジドのほうが適しており、農夫がイナンナに与えられるすべての贈り物に対して、羊飼いはさらに良いものを与えることができると主張した。結局、イナンナはドゥムジッドと結婚する。羊飼いと農夫は和解し、互いに贈り物を贈り合う。サミュエル・ノア・クレイマーはこの物語を、後の聖書のカインとアベルの物語と比較している。なぜなら、どちらの神話も、神の恩恵を求めて争う農夫と羊飼いを中心に展開しており、どちらの物語でも、その神が最終的に羊飼いを選ぶからである。

### 征服と保護

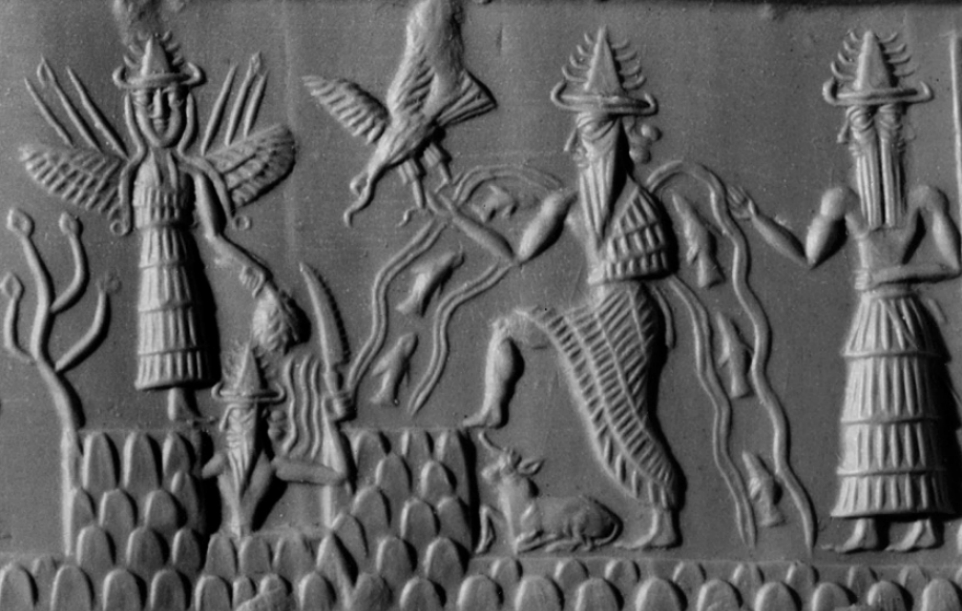
イナンナ、ウトゥ、エンキ、イシムドの神々を描いた紀元前 2300 年頃のアッカドの円筒印章

#### イナンナとエンキ
『イナンナとエンキ』（ETCSL t.1.3.1）はシュメール語で書かれた長い詩で、ウル第3王朝（紀元前2112年～紀元前2004年頃） のものと考えられている。この物語では、イナンナが水と人類の文化の神であるエンキから神聖なメーをどのように盗んだかが語られている。古代シュメール神話においてメーは、人間の文明の存在を可能にする、神々に属する神聖な力や財産であった。それぞれのメーは、人類文化の特定の側面を表している。これらの側面は非常に多様であり、詩に列挙されている概念には、真実、勝利、助言などの抽象的な概念、執筆や織物などの技術、さらには法律、司祭職、王権、売春などの社会構造も含まれている。メーは文明の良い面も悪い面も含め、あらゆる側面を支配する力を与えるものと信じられていた。
この神話の中で、イナンナは自分の都市ウルクからエンキの都市エリドゥまで旅をして、エリドゥにあったエンキの神殿であるイー・アブズを訪れる。イナンナはエンキのスッカルであるイシムドに迎えられ、食べ物と飲み物を提供され、エンキと酒飲み競争を始める。そしてエンキがすっかり酔ってしまうと、イナンナはエンキにメーを与えるよう説得し、エンキはすべてのメーを与えた。メーを受け取ったイナンナは天の舟「マアンナ」にそれらを積み、エリドゥから逃げ、メーを持ってウルクを目指した。エンキは目を覚ますとメーが消えていることに気づき、イシムドに何が起きたのかを尋ねると、イシムドは、エンキがそれらをすべてイナンナに与えたと答えた。エンキは激怒し、イナンナがウルクの街に到着する前にメーを取り戻すため、凶暴な怪物にイナンナを追わせた。イナンナのスッカルであるニンシュブルは、エンキが送り込んできた怪物たちをすべて撃退する。ニンシュブルの援護により、イナンナはメーをウルクの街に持ち帰ることに成功した。イナンナが逃亡した後、エンキは彼女と和解し、前向きな別れを告げた。この伝説は、エリドゥ市からウルク市への歴史的な権力移譲を表している可能性がある。また、この伝説は、イナンナが天国の女王になるための成熟と準備の完成を象徴的に表現している可能性もある。

#### イナンナが天の指揮を取る
「イナンナが天の指揮を取る」という詩は、イナンナがウルクにあるエアンナ神殿を征服したことを記した、極めて断片的だが重要な記述である。それはイナンナと弟のウトゥの会話から始まる。イナンナは、エアンナ神殿が自分たちの領土内にないことを嘆き、それを自分のものだと主張する決意をする。物語のこの時点で文書はますます断片的になるが、湿地帯を通って神殿に到達する困難な道中と、どのルートを進むのが最適なのかについて漁師が教える場面が描かれているように思われる。最終的に、イナンナは父親のアンがいる場所にたどり着く。アン（アヌ）は彼女の傲慢さにショックを受けるが、彼女が成功し、今や神殿が彼女の領土であることを認める。文章は、イナンナの偉大さを説明する賛美歌で終わる。この神話は、ウルクのアンの祭司の権威の失墜と、イナンナの祭司への権力の移譲を表しているのかもしれない。叙事詩のテキストに加えて、天からのエアンナの降臨については、ギルガメシュとアッカの物語（第31行）、シュメール神殿の賛美歌および2つの言語による文書「イナンナ/イシュタルの高揚」においても言及されている。

#### エンメルカルとアラッタの王
また、イナンナは、叙事詩『エンメルカルとアラッタの王』(ETCSL 1.8.2.3) の最初と最後に簡単に登場する。この叙事詩は、ウルクとアラッタの都市間の対立を扱っている。ウルクの王エンメルカルは、自分の街を宝石や貴金属で飾りたいと考えていたが、そのような鉱物はアラッタにしか存在しないため、それはできなかった。そして、貿易がまだ存在していなかったため、彼は資源を利用できなかった。両方の都市の守護神であるイナンナは、詩の冒頭でエンメルカルに現れ、自分はアラッタよりもウルクを好むと彼に告げる。彼女はエンメルカルに、ウルクが必要とする資源を求めるためにアラッタの王に使者を送るよう指示した。叙事詩の大部分は、イナンナの好意をめぐる二人の王の間の大論争を中心に展開する。詩の最後でイナンナは再び現れ、エンメルカルに、ウルクとアラッタの間に貿易を確立するように告げて紛争を解決した。

### 正義の神話

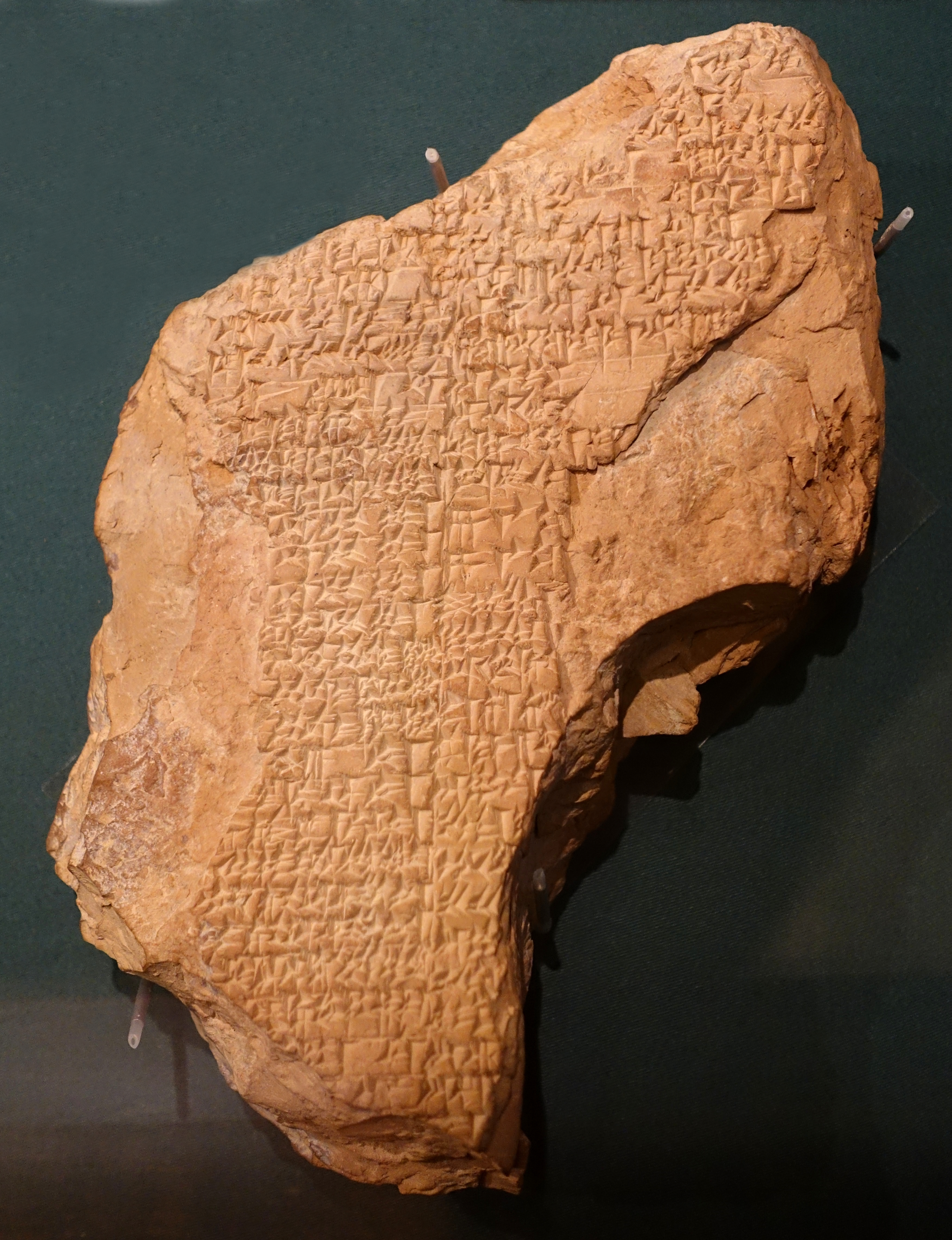
イナンナとエビの物語が記されている、シュメールの粘土板（本物）。現在、シカゴ大学東洋研究所に保管されている。

#### イナンナとエビ山
この作品は、現時点で「史上最古の名の知れた詩人」として名高いアッカドの王女エンヘドゥアンナが書いた184行の詩である。イナンナと弟のウトゥは神の正義を分け与える者とみなされており、イナンナはいくつかの神話でその役割を示している。「イナンナとエビ山」（ETCSL 1.3.2）は、「恐ろしい神力の女神」という題名でも知られ、ザグロス山脈の山である「エビ山」とイナンナの対決を描写している。この詩はイナンナを讃える賛美歌で始まる。女神は全世界を旅してエビ山に行き着き、その輝かしい力と自然の美しさに激怒し、その存在自体が自身の権威に対するまったくの侮辱であると考えた。
イナンナは称賛と栄誉を得るため、緑と果実豊かな野獣の宝庫、エビ山を滅ぼすべく支度をした。人々に畏怖を与えるための聖なる光「ニ」を額に宿し、王衣を身にまとい、首には紅玉、足首にはラピスラズリの宝飾でそれぞれ飾り、7つ頭の武器「シタ」を荒々しく振りかざす。続いて天空の神アンにエビ山を滅ぼすための祈祷を捧げるが、アンは「あそこは恐ろしい山であるから、逆らっても無駄である」と、イナンナに否定的だった。これを聞くや否やイナンナは物凄い憤怒の形相を見せ、弓を手に執って大嵐を呼び、邪悪な粘土を運ぶ大洪水と邪悪な怒りに満ちた風を起こした。エビ山へ赴くと山の根っこを掴んで雷鳴の如く吠え、森を罵り、木々を呪い、樹木を殺し、火を放った。
物語の最後に、彼女がエビ山を攻撃した理由を説明する。彼女はエビ山に向かって次のように叫んだ。
山よ、あなたの標高のゆえに、あなたの身長のゆえに、

あなたの善良さのゆえに、あなたの美しさゆえに、

聖なる衣を着ていたから、

アンがあなたをつくった（？）から、

あなたが鼻を地面に近づけなかったから、

あなたが塵に唇を押し付けなかったから。
神話はイナンナがエビ山に勝利宣言をして終わる。
シュメールの詩では、「クルの破壊者」（＝冥界の破壊者）というフレーズがイナンナの形容詞として時々使用される。アネット・ズゴルによれば、この文章の中でイナンナは、アッカド帝国の広大な征服政策を表現している。一方、アン神の消極的な行動はシュメールの地とその住民の視点を表しており、彼らはサルゴン朝の侵略で苦しまなければならなかった。エビ山の反乱とイナンナによるその破壊は、讃美歌Innin ša gura（「大いなる心の女王」）でも言及されており、その原因を巫女エンヘドゥアンナによるものとしている。

#### イナンナとシュカレトゥダ
詩「イナンナとシュカレトゥダ」(ETCSL 1.3.3) は、イナンナを金星として称えるイナンナへの賛歌で始まる。次に、ひどい仕事をする庭師シュカレトゥダが登場する。1本のポプラの木を除いて、彼が世話した植物はすべて枯れた。シュカレトゥダは仕事の導きを神に祈った。驚いたことに、女神イナンナは彼の1本のポプラの木を見て、その枝の陰で休むことにした。シュカレトゥダはイナンナの服を脱がせ、眠っているイナンナと交わった。目覚めた女神は自分が犯されたことに気づき激怒し、自分を襲った男に裁きを受けさせようと決意する。怒れるイナンナは地球上に恐ろしい疫病を引き起こし、水を血に変えた。
シュカレトゥダは命の危険を感じ、イナンナの怒りから逃れる方法について父親に助言を求めた。父親は彼に、できれば街に潜り込み、大勢の人々の中に隠れるようにと言った。イナンナは東の山中で犯人を探したが、見つからない。その後、彼女は次々と嵐を起こし、都市へのすべての道路を封鎖したが、それでもシュカレトゥダを見つけることができなかったので、彼女はエンキに彼を見つけるのを手伝ってくれるように頼み、そうでなければウルクの彼女の神殿を離れると脅した。エンキは同意し、イナンナは「虹のように空を横切って」飛んだ。イナンナはついにシュカレトゥダの居場所を突き止めた。シュカレトゥダは彼女に対する罪の言い訳をでっち上げようとしたが、無駄だった。イナンナはこれらの言い訳に耳を貸さず、彼を殺した。
神学教授ジェフリー・クーリーは、シュカレトゥダの物語をシュメールの星の神話として引用し、物語の中のイナンナの動きは金星の動きと一致すると主張した。彼はまた、シュカレトゥダが女神に祈っている間、地平線上の金星を見ていたかもしれないとも述べている。

#### イナンナとビルル
ニップルで発見された詩「イナンナとビルル」（ETCSL 1.4.4）のテキストはひどく切断されており、学者たちはそれをさまざまな形で翻訳している。詩の冒頭部分はほとんど損傷しているが、嘆きについて書かれているようにである。詩のわかりやすい部分では、草原で羊の群れを見守る夫ドゥムジッドをイナンナが思い焦がれている様子が描かれている。イナンナは彼を探し始める。この後、テキストの大部分が失われる。解読可能な部分に戻ると、イナンナはドゥムジッドが殺害されたことを知らされている。イナンナは、盗賊の老女ビルル（Bilulu）とその息子ギルギレ（Girgire）が犯人であることを発見する。彼女はエデンリラ（Edenlila）への道に沿って旅し、宿屋に立ち寄って、そこでビルルらを見つける。イナンナは椅子の上に立ち、ビルルを「砂漠で男性が持ち歩く水袋」に変え、ドゥムジッドの葬儀用の酒を注ぐよう命じた。

## 冥界下りの物語
イナンナ（イシュタル）の冥界下りの物語には、2 つの異なるバージョンが残されている。ニップル市やウル市などから出土した、ウル第3王朝（紀元前2112年～紀元前2004年頃）に遡るシュメール語版『イナンナの冥界下り』（ETCSL 1.4.1）と、明らかにその派生物である、紀元前2千年紀初期のアッカド語版『イシュタルの冥界下り』である。アッカド語の物語は、さらにニネヴェ版とアッシュル版の2つが知られている。
シュメール語版の物語は、後のアッカド語版のほぼ3倍の長さがあり、より詳細な内容が含まれている。『イナンナの冥界下り』は「大きな天から大きな地へ」を意味するシュメール語『アンガルタ・キガルシェ』を古代の書名として成立した400行以上の長編物語となるが
、アッカド語で再編された『イシュタルの冥界下り』は140行ほどの短編である。故に内容も同一ではなく、イシュタルが冥界へ下った理由、死に方などに違いがある。
「イナンナとシュカレトゥダ（Šukaletuda）」の物語など、他のさまざまな文書でもイナンナの冥界下りについて言及している。
すでに、紀元前4千年紀後半のウルク時代の最初の楔形文字文書で、神名イナンナ・クル（冥界のイナンナ）が記されていたことが証明されている。
それはおそらく、冥界への道について書いたものであり、確実に証明された神話としては人類最古のものになる。

### シュメール語版
シュメールの宗教では、クル（冥界）は地下深くにある暗くて陰惨な大洞窟であると考えられていた。そこでの生活は「地上の生活を陰にしたもの」として想像されていた。そこはイナンナの「姉」とされる女神エレシュキガルによって統治されていた。本文には、イナンナが冥界に下る動機が明確に述べられていない。しかし、神話研究により、少なくともこの物語の別バージョンのうちの1つでは、イナンナが冥界のメー（神力／儀式）を要求し、最終的に手に入れたことがわかっている。
出発する前に、イナンナは従者で召使いのニンシュブルに対し、自分が3日経っても戻ってこない場合はエンリル、ナンナ、アン、エンキの神々に、彼女を助けてくれるように嘆願するように指示した。冥界の法律では、指名された使者を除いて、そこに入った者は決して出てはいけないと定められている。訪問のために、イナンナは入念に装った。彼女はターバン、かつら、ラピスラズリのネックレス、胸のビーズ、「パラドレス」（貴婦人の衣服）、マスカラ、胸当て、金の指輪を身に着け、ラピスラズリの物差しを持っていった。それぞれの衣服は、彼女が持つ力強いメーを表している。
イナンナは冥界の門の扉をたたき、中に入れてほしいと要求した
。門番のネティがなぜ来たのかと尋ねると、イナンナは「姉エレシュキガルの夫」グガランナの葬儀に参列したいからだ、と答えた。ネティがこのことをエレシュキガルに報告すると、エレシュキガルは次のように告げた。「冥界の七つの門を閉めろ。次に、それぞれの門を少しだけ、1つずつ開けろ。イナンナを中に入れよ。彼女が入ってきたら、王室の衣服を脱がせろ。」 もしかすると、葬儀にはふさわしくないイナンナの服装と、その傲慢な態度に、エレシュキガルが疑問を持ったのかもしれない。エレシュキガルの指示に従って、ネティはイナンナに、冥界の最初の門に入ってもよいが、ラピスラズリの物差しを渡さなければならないと告げる。イナンナが理由を尋ねると、「それが冥界のしきたりだ」との答えだった。彼女はそれに従い、門を通った。イナンナは合計7つの門を通過したが、それぞれの門において、身につけていた衣服や宝石を脱いだり外したりしなければならず、彼女の力は奪われていった。姉の前に到着する頃には、彼女は裸となっていた。
彼女がうずくまり、衣服を脱いだ後、その衣服は持ち去られた。それから彼女は姉のエレキ・ガラ（エレシュキガル）を王座から立たせ、代わりに彼女は王座に座った。アンナの7人の裁判官は、彼女に対して不利な判決を下した。彼らは彼女を見た - それは死のような表情だった。彼らは彼女に話しかけた - それは怒りのスピーチだった。彼らは彼女に向かって叫んだ - それは重い罪による叫びだった。苦しんだ女性は死体と化した。そして遺体はかぎに吊された。
三日三晩が経過し、ニンシュブルは指示に従ってエンリル、ナンナ、アン、エンキの神殿に行き、それぞれの神にイナンナを救出するよう懇願した。最初の三人の神々は、イナンナの運命は彼女自身のせいだと言って拒否するが、エンキは深く悩み、助けることに同意する。彼は、2本の指の爪にはさまっていた土から、ガラ・トゥラ（gala-tura）とクル・ジャラ（kur-jara）という名前の、性別のない2人の人間をつくった。彼は二人に対して、エレシュキガルをなだめ、彼女が彼らに何が欲しいかを尋ねたら、イナンナの遺体を要求し、それに生命の食物と水をふりかけるように指示した。彼らがエレシュキガルのところに来ると、彼女は出産する女性のように苦しんだ。彼女は、彼らがイナンナを諦めるのであれば、命を与える水の川や穀物の畑など、彼らが望むものは何でも与えると言ったが、彼らはエレシュキガルの申し出をすべて断り、イナンナの死体だけを求めた。ガラ・トゥラとクル・ジャラはイナンナの遺体に生命の食物と水をふりかけ、彼女を生き返らせた。
シュメール版の文書は、イナンナの冥界下りの話を、ドゥムジッドの死に関する物語の変形版と結びつけている。エレシュキガルによって送られたガラの悪魔たちは、イナンナを追って冥界から出ていき、イナンナの代わりに他の誰かを冥界に連れていかなければならないと主張した。最初に彼らはニンシュブルに出会い、彼女を連れていこうとしたが、イナンナはニンシュブルが彼女の忠実な召使であり、彼女が冥界にいる間に彼女のために正しく弔っていたと主張して、彼らを止めた。次に彼らは、イナンナの美容師シャラに出会うが、彼はまだ喪に服していた。悪魔たちは彼を連れていこうとしたが、イナンナは、彼も彼女の死を悼んでいたので、それはできないと主張した。彼らが三人目に出会ったのは、同じく喪に服していたルラルだった。悪魔たちは彼を連れていこうとするが、またしてもイナンナが彼らを止めた。

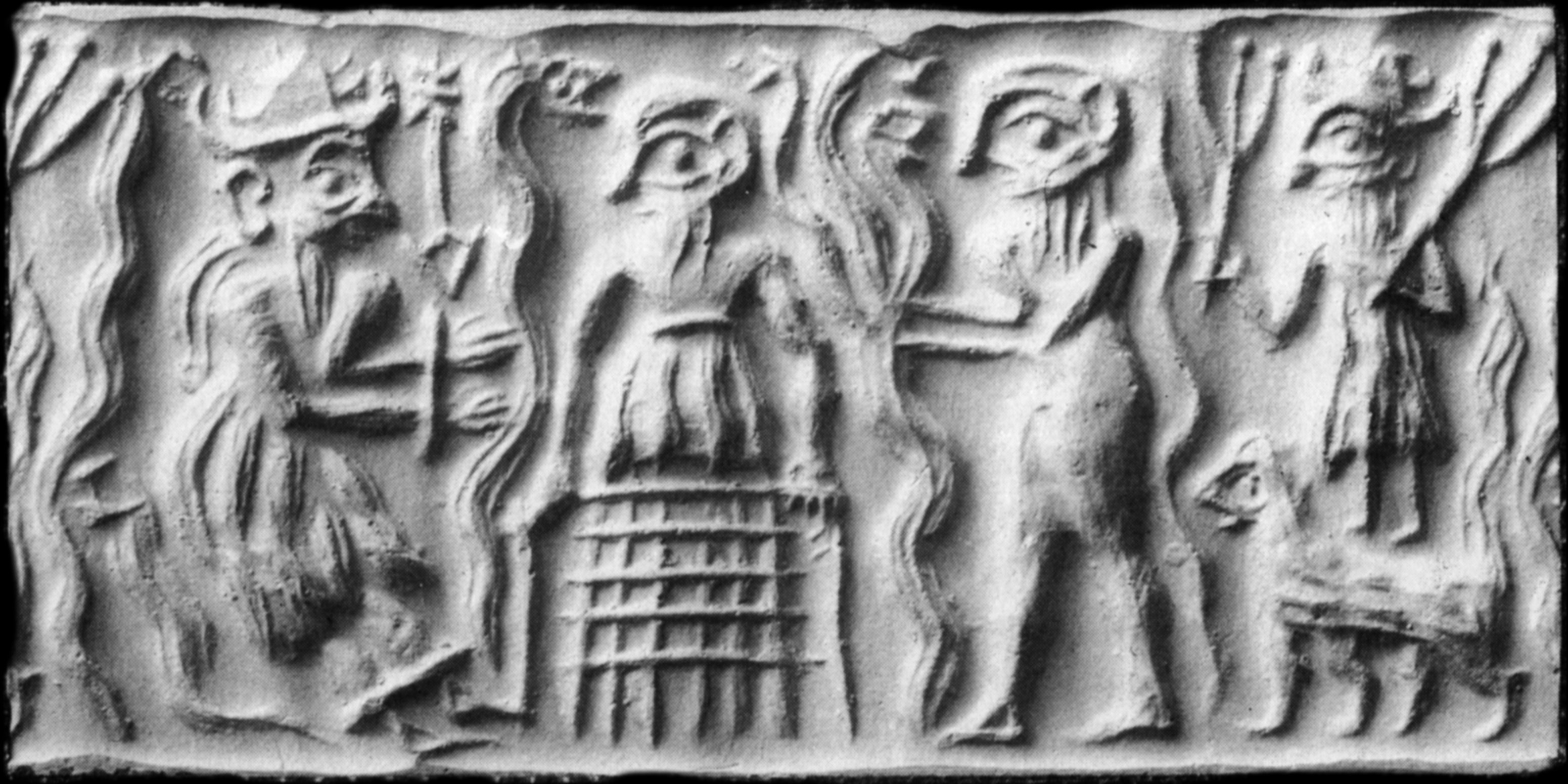
ドゥムジッドが冥界で「ガラ」の悪魔によって拷問を受けている様子を示す古代シュメールの円筒印章

最後に、彼らはイナンナの夫であるドゥムジッドのところに来た。イナンナの運命にも関わらず、そして彼女を適切に悼んでいた他の人々とは対照的に、ドゥムジッドは贅沢な服を着て木の下あるいは玉座の上で休み、奴隷少女たちにもてなされていた。これにイナンナは不満を抱き、ガラは彼を連れて行くべきだと言った。そのため、ガラはドゥムジッドを冥界に引きずり込んだ。
ドゥムジの夢 (ETCSL 1.4.3) として知られる別の文書には、ドゥムジッドがガラの悪魔による捕獲を回避しようと繰り返し試みることが記述されており、その中でドゥムジッドは太陽神ウトゥに助けられている。シュメールの詩『ドゥムジッドの帰還』では、ドゥムジッドの夢が終わるところから始まっている。ドゥムジッドの妹ゲシュティナンナは、ドゥムジッドの死を幾日も幾夜も絶えず嘆き、やがてどうやら心変わりしたらしいイナンナも、そしてドゥムジドの母親であるサートゥールも加わった。3人の女神が悲しみ続けていたところ、ハエがイナンナに夫の居場所を知らせた。イナンナとゲシュティナンナは、一緒にその場所に行き、そこで彼を見つけた。イナンナは、これからはドゥムジッドは一年の半分を冥界で姉のエレシュキガルと過ごし、残りの半分は、天国で彼女と一緒に過ごし、その間は代わりに妹のゲシュティナンナが冥界で過ごすと宣言した。 

### アッカド語版
このバージョンには、ニネヴェにあるアッシュルバニパルの図書館で発見された2つの写本があるほか、アッシュルで3つ目が発見されていて、すべて紀元前一千年紀の前半の文書である。ニネヴェ版のうち、最初の楔形文字版は1873年にフランソワ・ルノルマンによって出版され、音訳版は1901年にピーター・イェンセンによって出版された。アッカド語でのタイトルは「アナ・クーヌジ、カッカリ・ラ・タリ（Ana Kurnuge, qaqqari la tari）」である。
アッカド語版では、イシュタルが冥界の門に近づき、門番に中に入れるように要求するところから始まる。
私が入るために門を開けてくれないのなら、

ドアを叩き、かんぬきを粉砕し、

門柱を叩き、扉をひっくり返し、

死者をよみがえらせ、彼らは生きている者を食べるだろう。

そして死者の数が生者の数を上回ることであろう！
門番（アッカド語版では名前は出てこない）は、急いでエレシュキガルにイシュタルの到着を伝えた。エレシュキガルはイシュタルを中に入れるよう命じるが、「古来の儀式に従って彼女を扱う」ように指示した。門番はイシュタルを冥界へ導き、一度に一つずつ門を開けていった。それぞれの門で、イシュタルは衣服を一着ずつ脱ぐよう命ぜられた。ついに第七の門をくぐる頃には、彼女は裸になっていた。激怒したイシュタルはエレシュキガルに突進したが、エレシュキガルは従者ナムタルにイシュタルを投獄し、彼女に対して60の病気を引き起こすよう命じた。
イシュタルが冥界に降りた後、地上ではすべての性的活動がなくなった。ニンシュブルに相当するアッカドの神パプスッカルは、知恵と文化の神エアに状況を報告する。エアはアス・シュ・ナミールと呼ばれる両性具有の存在を作り出してエレシュキガルに送り込み、彼女に対して「偉大な神の名」を呼び、命の水が入った袋を求めるように告げた。アス・シュ・ナミールの要求を聞いたエレシュキガルは激怒するが、命の水を与えるよう強いられた。アス・シュ・ナミールがこの水をイシュタルに振りかけ、彼女を生き返らせる。その後、イシュタルは7つの門を通って戻った。それぞれの門を通る際に、取られた衣服を1つずつ受け取り、最後の門を出た後は、元どおりに着衣していた。だが、イシュタルは生者の世界に戻るためには身代わり、すなわち夫のドゥムジッドを送り込まなければならなかった。しかし、彼の妹のベリリが罰の一部を引き受け、以後は彼らが交代で冥界に入ることになった。ドゥムジッドとともに他の死者も、特定の日に冥界を出ることが許されるようになった。― このように、イシュタルの冥界下りは、人々が死者と触れ合う機会をつくり出し、宗教的な祝日がもうけられるようになった。

### 現代アッシリア学における解釈
シュメールの死後の信仰と葬儀の習慣の権威であるディナ・カッツは、イナンナの冥界下りの物語は、メソポタミアの宗教のより広範な流れに根ざした、2つの異なる既存の伝統の組み合わせであると考えている。
ある伝説では、イナンナはエンキの策略の助けを借りてやっと冥界を離れることができ、身代わりを見つける可能性については言及されていなかった。神話のこの部分は、力や栄光などを手に入れようと奮闘する神々についての神話のジャンルに属しており（ルガレやエヌマ・エリシュなど）、おそらく周期的に消滅する金星の擬人化としてのイナンナの性格を表現したものと考えられる。カッツによれば、ニンシュブルへのイナンナの指示には、彼女を救出するための正確な手段を含め、彼女の最終的な運命についての正確な予測が含まれている。このことは、この構図の目的が、金星が何度も昇ることができたように、天と冥界の両方を横断するイナンナの能力を単に強調することにあったことを示している。彼女はまた、イナンナの帰還にはウドゥグフルの呪文の一部と類似点があるとも指摘している。
もう1つの流れとしては、この物語は単に、ドゥムジッドの死に関する多くの神話（「ドゥムジッドの夢」や「イナンナとビルル」など。これらの神話では、彼の死はイナンナの責任によるものではない）の1つであり、植物の化身としての彼の役割と結びついている、というものである。彼女は、物語の2つの部分のつながりは、すでに証明されているいくつかの治癒儀式を反映することを意図していた可能性があると考えている。これらの治癒儀式においては、治療を受ける人は、病気などを患者の外に出すために、象徴的な身代わりを必要とする。
カッツ氏はまた、シュメール語版の神話は豊饒の問題に関係していないことを指摘し、それへの言及 (例えばイシュタルが死んでいる間、自然界は不毛になる) は、後のアッカド語版で追加されただけであると指摘している。タンムーズ（ドゥムジッド）の葬儀の話も同様である。これらの変更の目的は、この神話をタンムーズに関連した儀式の伝統、すなわち毎年彼の死を悼み、その後一時的な帰還を祝うことに近づけるためであると考えられる。カッツによれば、神話の後期バージョンの多くのコピーが、アッシュルやニネヴェなど、タンムーズの崇拝で知られるアッシリアの都市から出土していることは、注目に値する。

### その他の解釈
20世紀を通じて、この神話についてあまり学術的ではない解釈が数多く生まれたが、その多くはアッシリア学ではなくユング派の分析の伝統に根ざしている。一部の学者はギリシャ神話におけるペルセポネ誘拐との比較も行っている。
モニカ・オッターマンは、自然の循環に関連するものとしての解釈に疑問を呈し、神話のフェミニスト的解釈を披露している。この物語は、イナンナの権力がメソポタミアの家父長制によって制限されていたことを表現していると主張している。これは、彼女によれば、この地域は生殖能力に恵まれていなかったという事実による。ブランダオはこの考えに部分的に疑問を呈している。シュメール語の文書ではイナンナの力が危機に瀕しているが、アッカド語の文書では豊饒と受精に対する女神の関係が危機に瀕しているからである。さらに、シュメール語の文書では、イナンナの力は人間によってではなく、同じく強力な別の女神エレシュキガルによって制限されていることも理由として挙げている。

### 解説
前述で触れたように、双方の内容には差異がある。まずイシュタルが冥界へ下った理由として、『イシュタルの冥界下り』では冥界の番人となったドゥムジを追うため、『イナンナの冥界下り』では姉エレシュキガルに代わり冥界を支配したいという純粋な野心で攻め入ったと考えられている。何より『イナンナの冥界下り』と比べて短いながらも、より鮮明に冥界の様子が描かれている点は『イシュタルの冥界下り』を語る上で外せない話題となっている。
以下、『イシュタルの冥界下り』から抜粋した矢島文夫による訳文。
なお、この内容は『ギルガメシュ叙事詩』の第7版において重複箇所が認められる。

### 神話から見る死後の世界
ここで言う冥界とは、1度行ったら2度と戻ることはできない「死者たちの国」であり、生前の行いの善し悪しに関わらず死者となればみな一律に行かなければならない世界を指す。その場所は垂直方向だと地面深所、水平方向だと太陽が沈む先＝西方に位置すると考えられ、地下とする場合、地（キ）の下にあるエア所轄の潤った領域「深淵（アブズ）」から更に下層に位置する7重の城壁（門）に囲まれた城塞都市であったというが、深淵とは逆の暗い乾燥地帯であり、食物は通常が粘土、御馳走といえば埃という酷い世界だった。また、冥界が西方にあるというのは、太陽神シャマシュが昼は地上、夜は冥界を照らす神として崇められていたことに関連する。陽が沈む所を死者が赴く先とする世界観は、古代エジプトにおける「死者の町（ネクロポリス）」や、仏教の西方極楽浄土にも見られる共通の考え方である。

### 文学性
『イシュタルの冥界下り』における解釈は、神話全体を1つの式文であるとする見方が正しいといわれている。そのほか、病人に対する快復祈願やイシュタルの神性に結びつけ、豊穣心願を示唆しているとの見解も多い。

## 後の神話

### ギルガメシュ叙事詩

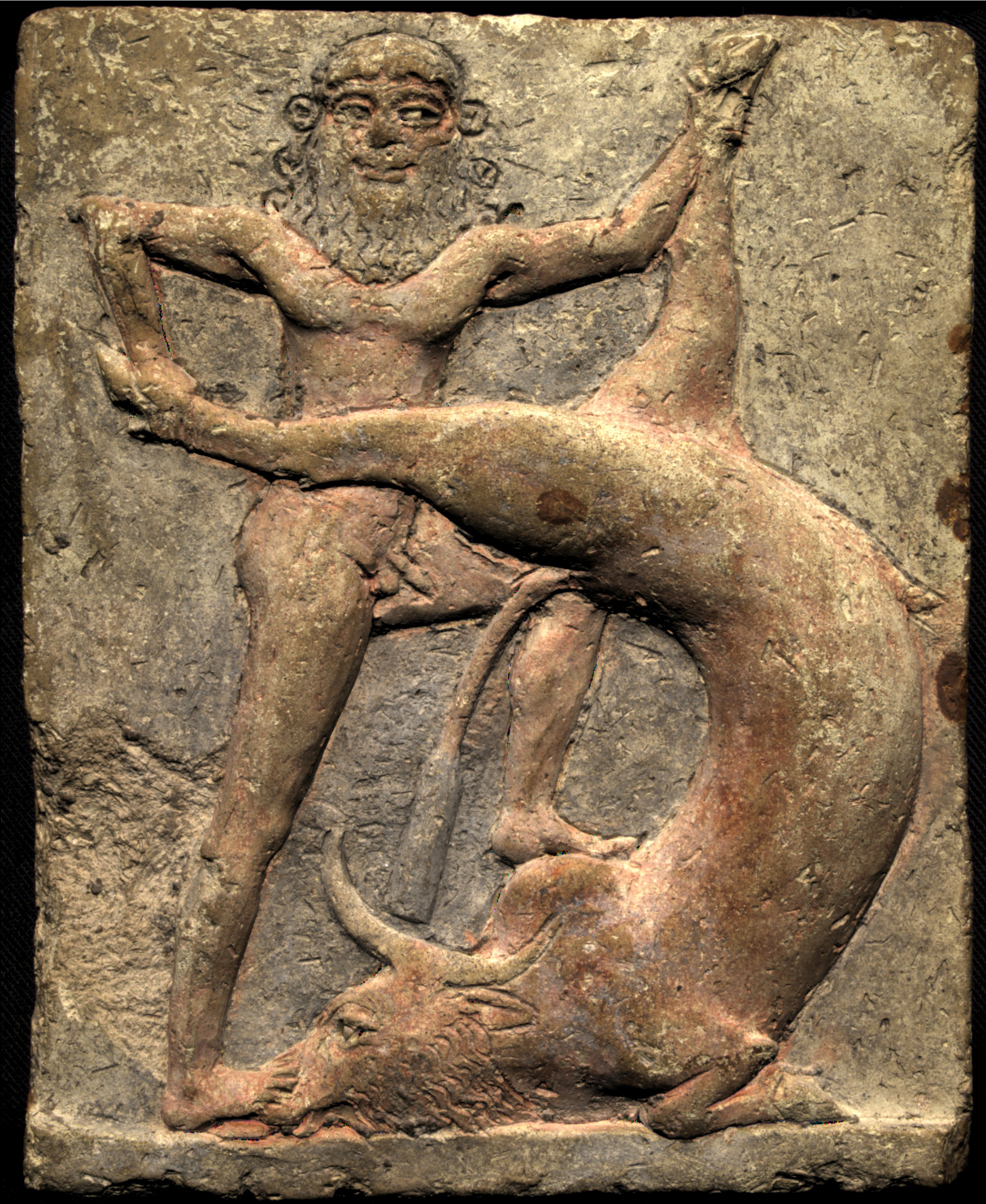
ギルガメシュを描いた古代メソポタミアのテラコッタ（素焼き）のレリーフ。ギルガメシュ叙事詩の粘土板6の中で、イシュタルの誘惑を断った後に送り込まれた、天の雄牛を倒す場面が描かれている。

アッカドのギルガメシュ叙事詩では、鬼のフンババを倒してウルクに戻ったギルガメシュとその仲間エンキドゥのところにイシュタルが現れ、ギルガメッシュに配偶者になるよう要求した。彼女は様々な贈呈品や権力を誇示してギルガメシュを誘惑しようとしたが、ギルガメシュはイシュタルの愛人に選ばれた男たちが不遇の死を遂げていることを知っていたために、その誘いを拒んだ。かつての彼女の恋人たちは皆、苦しんでいたと彼は指摘する：

私があなたの恋人たちの話をする間、私の話を聞いてほしい。
そこにはあなたの青春時代の恋人タンムーズ（＝ドゥムジッド）がいた。あなたは彼のために毎年泣き叫ぶと定めたのだ。
あなたは色鮮やかなライラックニシブッポウソウを愛していたが、その翼を殴って折ってしまった［・・・］
あなたは途方もない力を持つライオンを愛していた。
あなたは彼のために七つの穴を掘った、そしてさらに七つ。
あなたは戦いにおいて素晴らしい牡馬を愛し、彼のために鞭と拍車と皮ひもを定めた［・・・］
あなたは羊飼いを愛した。
彼は来る日も来る日もあなたのためにケーキを作り、あなたのために子供たちを殺した。
あなたは彼を殴って狼に変えた。
今では、彼自身の牧童たちが彼を追い払い、彼の猟犬が彼の脇腹を追いかける。
ギルガメッシュの拒否に激怒したイシュタルは天国に行き、ギルガメッシュが彼女を侮辱したことを父アヌに告げる。可愛さ余って憎さ百倍とばかりに、イシュタルのギルガメシュへの怒りは収まらなかった。アヌは、なぜ自分でギルガメッシュ立ち向かうのではなく、彼に文句を言うのかと尋ねた。イシュタルはアヌに天の雄牛グガランナを与えるよう要求し、もしそうしなければ、次のようになると言った。「私は地獄の扉を破って閂を打ち砕く。地上に住む人々と下層の深淵から来た人々の混乱[つまり混合]が起こることであろう。わたしは死者をよみがえらせ、生きている者と同じように食物を食べさせる。そして死者の数は生者の数を上回るだろう。」

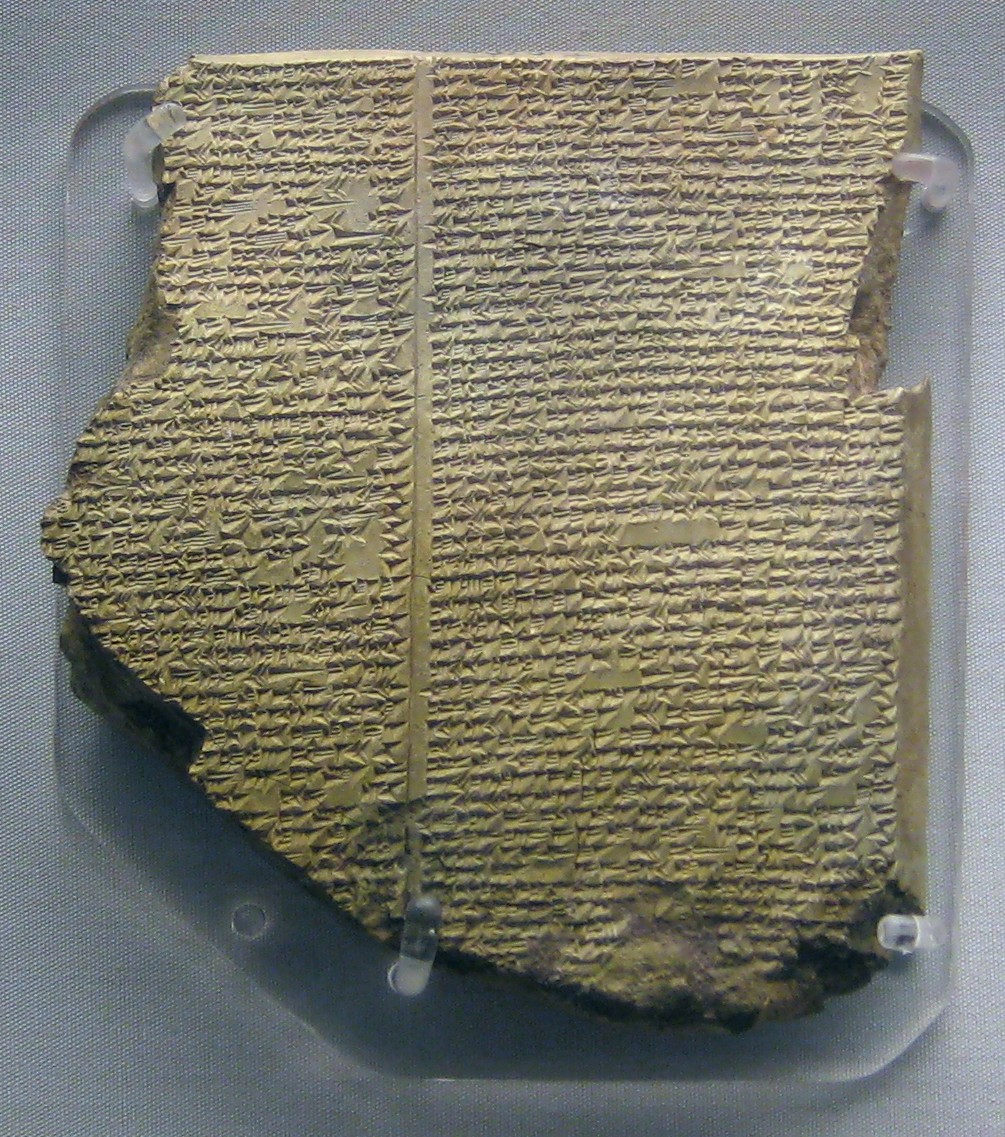
「ギルガメシュ叙事詩」のオリジナルのアッカド語粘土板11（「大洪水タブレット」）

アヌはイシュタルに天の雄牛を与えた。イシュタルはギルガメッシュと彼の友人エンキドゥを攻撃するためにそれを送り込んだ。グガランナを連れてウルクに降りると、地面が割れ川の水は干上がり、国を荒らし回って多くの人間の命を奪った。だが、ギルガメッシュとエンキドゥはその雄牛を殺し、その心臓を太陽神シャマシュに捧げた。ギルガメッシュとエンキドゥが休んでいる間、イシュタルはウルクの城壁に立ち、ギルガメッシュを呪った。エンキドゥは雄牛の右太ももを引きちぎってイシュタルの顔に投げつけ、言った。「もし私があなたに手をかけることができるなら、私がしなければならないのは、あなたの内臓をあなたの脇腹に打ち付けることだ。」（後にエンキドゥは、この不敬虔の罪で死ぬことになる。）イシュタルは「縮れ毛の遊女、売春婦、娼婦」を集め、天の雄牛を弔うよう命じた。一方、ギルガメッシュは天の雄牛に勝利したことを祝う会を開催する
。
叙事詩の後半で、ウトナピシュティムはギルガメッシュに大洪水の話をする。大洪水は、人間を原因として、地球上のすべての生命を絶滅させるためにエンリル神によって送られたものであった。人口が非常に多すぎて、騒音がひどくなり、エンリル神の睡眠を妨げたからである。ウトナピシュティムは、洪水が起こったとき、イシュタルがアヌンナキとともに人類の滅亡を泣き悲しんだ様子を語った。その後、洪水が治まった後、ウトナピシュティムは神々に捧げ物をした。イシュタルはハエの形をしたビーズが付いたラピスラズリのネックレスを着けてウトナピシュティムのところに現れ、エンリルは他の神々と洪水について話し合ったことがなかったと告げる。彼女はエンリルが再び洪水を引き起こすことを決して許さないと彼に誓い、ラピスラズリのネックレスが誓いのしるしであると宣言した。イシュタルはエンリル以外のすべての神々を、供物の周りに集まって楽しむよう招待した。

#### 解説
上記はアッカド語版の和訳を要約したものになる。シュメール語版ではギルガメシュがグガランナを討伐した後、ウルクの貧困層（未亡人の息子たち）にその肉を分け与え、ラピスラズリでできた2本の角はエアンナ（イシュタルの神殿）へ奉献された。「メ・トゥラン版」の同エピソードでは、雄牛を討ち取ったギルガメシュではなく、イシュタルを讃えて終わる。
この一連の事件を受け、神々は会議の末にエンキドゥに神罰を下すことを決定し、その命を奪った。ギルガメシュにはいずれ自身にも訪れるであろう「死」を意識させることに繋がり、長きに渡り死の恐怖に陥れる。このように『ギルガメシュ叙事詩』におけるイシュタルと主人公ギルガメシュは敵同士だが、『エンキドゥと冥界』のように、とりわけ2人の仲が悪いとは言えない神話もある。

### アグシャヤの歌
おそらくハンムラビの時代（紀元前19～18世紀頃）のアッカド語の文書である「アグシャヤの歌」では、賛美歌の一節を混ぜた神話が語られている。戦争の女神イシュタルは絶え間ない怒りに満ちており、大地を戦争と戦いで悩ませていた。その怒鳴り声で、彼女はついにアプスの賢神エアをも脅かすようになった。彼は神々の集会の前に現れ、（ギルガメシュ叙事詩におけるエンキドゥと同様に）イシュタルに対して対等な敵を作ることを決定する。彼は爪の汚れから強力な女神シャルトゥム（「戦い、口論」）を作りだし、イシュタルに無礼に対峙し、彼女の怒鳴り声で昼も夜も彼女を悩ませるように指示した。二人の女神の対決部分の文書は保存されていないが、イシュタルがエアにシャルトゥムを呼び戻すよう要求し、彼がそうするシーンが続いている。その後、エアは祭りを設立し、それ以降、この出来事を記念して「渦巻き踊り」（gūštû）が毎年上演されることになった。本文は、イシュタルの心が落ち着いたという言葉で終わっている。

### その他の物語
シャマシュの息子とみなされるイシュム神の幼少期についての物語では、イシュタルが一時的に彼の世話をしているようで、おそらくその状況に不快感を示しているように描かれている。
紀元前7世紀に書かれた、アッカドのサルゴンの自伝であると主張する、おそらくは偽物の新アッシリア文書の中では、サルゴンが庭師として働いていたときにイシュタルが「鳩の雲に囲まれて」サルゴンのもとに現れたとしている。その時サルゴンは、水引き職人のアッキのもとで、庭師として働いていた。その後、イシュタルはサルゴンを恋人と宣言し、彼がシュメールとアッカドの統治者になることを認めたとしている。
フルリ・ヒッタイトの文書では、表語文字dISHTARは女神シャウシュカを表しており、歴史学者ゲイリー・ベックマンによれば、この女神は神のリストや同様の文書でもイシュタルと同一視されている。シャウシュカは、後期アッシリアにおけるニネヴェのイシュタルに対する信仰の発展に影響を与えたという。彼女は、クマルビ神話と呼ばれるフルリの神話において、重要な役割を果たしている。

## その後の影響

### 古代において

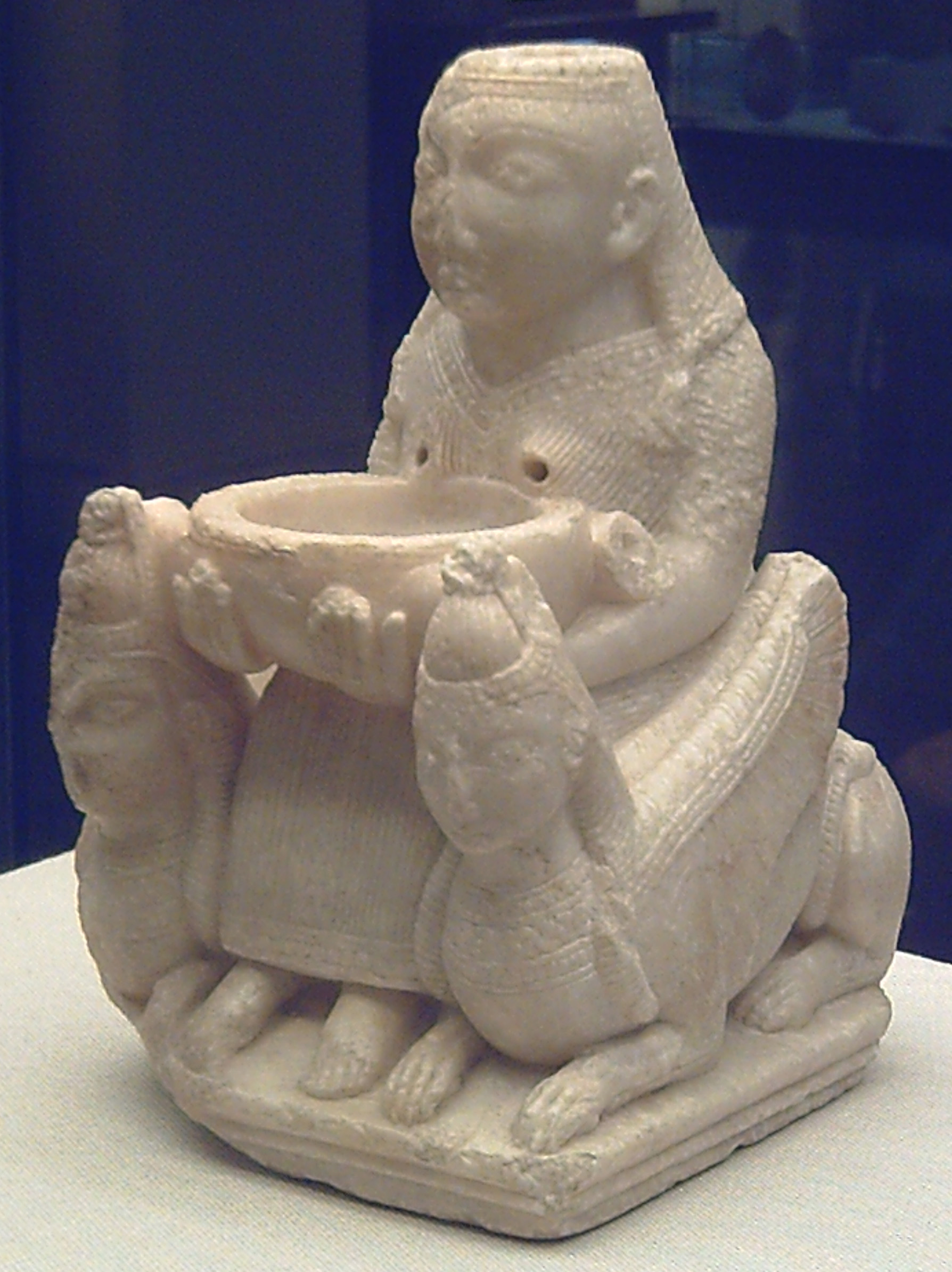
「ガレラの貴婦人」と呼ばれる、女神、おそらくアスタルテを表現した紀元前7世紀のフェニキア人像 (スペイン国立考古学博物館)

イナンナ／イシュタルへの信仰は、マナセ王の治世中にユダ王国に持ち込まれた可能性がある。イナンナ自身の名前は聖書に直接言及されていないが、旧約聖書にはイナンナ／イシュタル信仰に関する数多くの言及が含まれている。エレミヤ7:18 とエレミヤ44:15-19 では「天の女王」について触れられており、おそらくイナンナ／イシュタルと西セム族の女神アスタルテの混合であると思われる。エレミヤは、天の女王を崇拝する女性たちがケーキを焼いて捧げたと述べている。
また、聖書の雅歌は、イナンナとドゥムジッドをめぐるシュメールの愛の詩と非常に類似している。それは、恋人たちの身体を自然のシンボルを用いて表現する手法において顕著である。雅歌6:10とエゼキエル書 8:14では、イナンナの夫ドゥムジッドが、後の東セム語のタンムーズという名で言及されていて
、エルサレム神殿の北門近くに座ってタンムーズの死を悼む女性たちのグループについて記されている。マリーナ・ワーナー（アッシリア学者というよりは文芸評論家）は、中東の初期キリスト教徒がイシュタルの要素を聖母マリア崇拝に吸収させたと主張している。彼女は、シリアの作家セルグのヤコブと作曲家のロマノスは、両方とも嘆きの詩を書き、その中で聖母マリアは、タンムーズの死に対するイシュタルの嘆きに非常によく似た、非常に個人的な言葉で十字架の下にいる息子に対する慈悲の気持ちを述べていると主張している。しかし、タンムーズと他の死にゆく神々との広範囲の比較は、ジェームズ・ジョージ・フレイザーの研究を基にしている。そして、最近の研究では、それらはあまり厳密ではなかった、20世紀初頭のアッシリア学の遺物とみなされている。
イナンナ／イシュタルの信仰は、フェニキアの女神アスタルテの崇拝にも大きな影響を与えた。フェニキア人はアスタルテをギリシャのキプロス島とキテラ島に導入し、そこでギリシャの女神アプロディーテーを生み出したか、そうではなくとも多大な影響を与えた。アプロディーテーは、イナンナ／イシュタルの性と生殖とのつながりを引き受けた。さらに、アプロディーテーは、天の女王としてのイナンナの役割に対応して、「天」を意味するオウラニア（Οὐρανία）として知られていた。

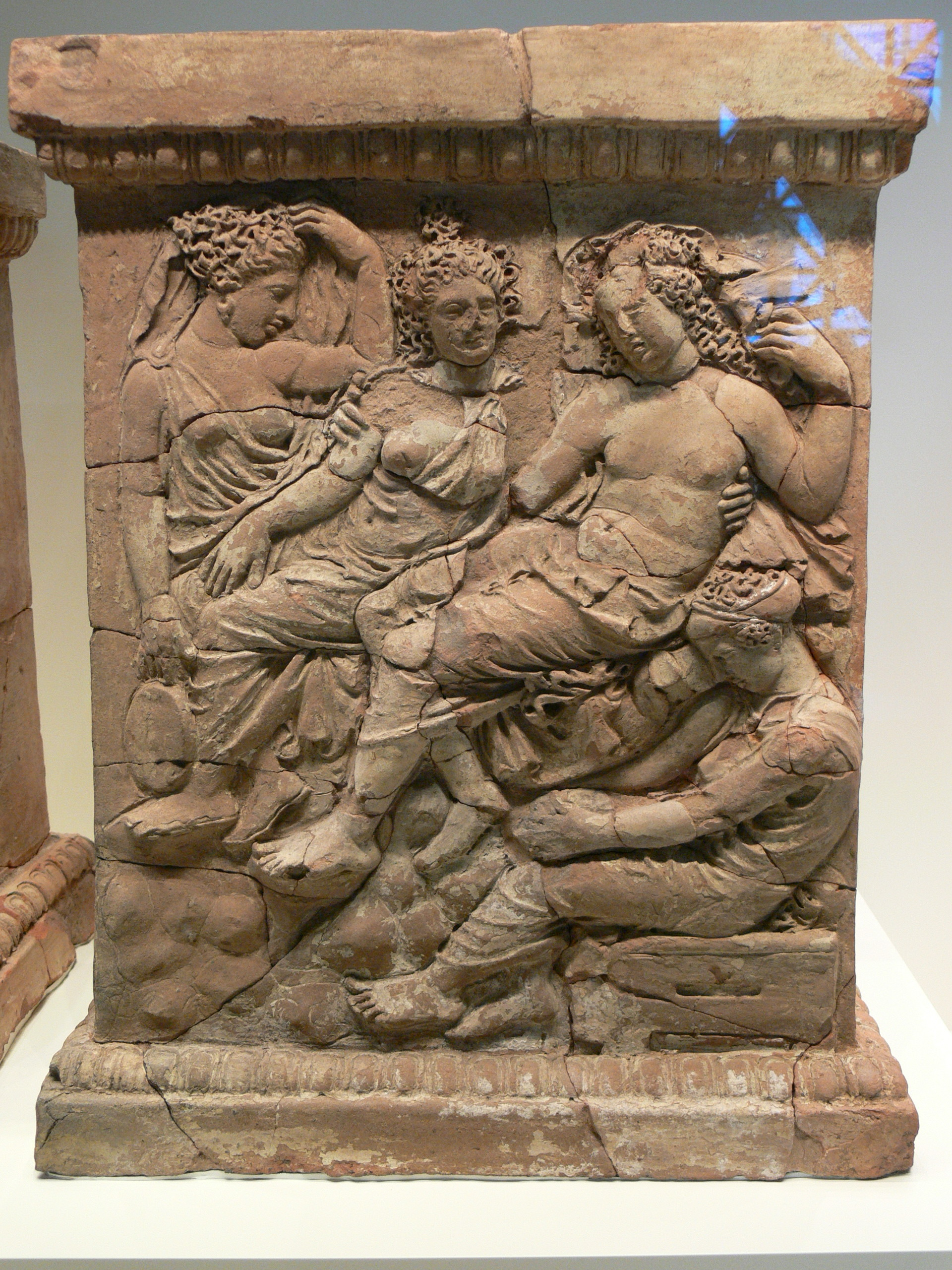
マグナ・グラエキアのギリシャの都市タラスの祭壇。紀元前 400～紀元前375年頃。アプロディーテーとアドニスを描いているが、彼らの神話はイナンナとドゥムジッドのメソポタミア神話に由来している。

初期のアプロディーテーの芸術的および文学的描写は、イナンナ／イシュタルに非常に似ている。アプロディーテーは戦士の女神でもあった。紀元2世紀のギリシャの地理学者パウサニアスは、スパルタではアプロディーテーが「好戦的な」を意味する「アプロディーテー・アレイア」として崇拝されたと記録している。彼はまた、スパルタとキテラにあるアプロディーテーの最も古い像では、彼女が武器を身に付けていたとも述べている。現代の学者たちは、アフロディーテの戦士の女神としての側面が、彼女への崇拝の最も古い時期に現れていることに注目し、それが彼女が近東に起源を持つことを示すものと考えている。また、アフロディーテーは、イシュタルと鳩の関係も取り込んだ。鳩は、イシュタルだけに捧げられたものである。ギリシャ語で「鳩」を意味するのはペリステラで、これは、「イシュタルの鳥」を意味するセム語のフレーズ「peraḥ Ištar」に由来している可能性がある。アフロディーテとアドニスの神話は、イナンナとドゥムジッドの物語に由来している。
古典学者チャールズ・ペングラスは、ギリシャの知恵と戦争の女神アテナが「恐ろしい戦士の女神」としてのイナンナの役割に似ていると書いている。アテナが父ゼウスの頭から誕生したのは、イナンナが冥界に下り、冥界から戻ったことに由来する可能性があると指摘する人もいる。しかし、ゲイリー・ベックマンが指摘したように、アテナの誕生と直接的に類似するのは、イナンナの神話ではなく、クマルビ神話と呼ばれるフルリの神話である。その中では、テシュブは外科手術的に分割されたクマルビの頭蓋骨から生まれる。
マンダ教徒の宇宙論では、金星の呼び名の1つは、イシュタルという名前に由来する「スティラ」である。
人類学者のケビン・トゥイテは、グルジアの女神ダリもイナンナの影響を受けたと主張している。彼の指摘するところでは、ダリもイナンナも明けの明星と関係があり、どちらも特徴的に裸で描かれ（だが、アッシリア学者は、メソポタミア美術における「裸の女神」のモチーフは、ほとんどの場合、イシュタルではありえないと想定している。実際のところ、最も一貫して裸で描かれた女神は、イシュタルとは無関係の天気の女神シャラであった）、どちらも金の宝飾品に関連づけられ、どちらも死すべき人間を性的に食い物にし、どちらも人間と動物の多産に関連し（ただし、アッシリア学者のディナ・カッツは、少なくともいくつかのケースでは、生殖能力への言及はイナンナ／イシュタルよりも、ドゥムジッドに関連している可能性が高いと指摘していることには注意が必要である）、そして、どちらも性的に魅力的だが危険な女性でもある、多義的な性質を持っていた。
伝統的なメソポタミアの宗教は、西暦3世紀から5世紀にかけてアッシリア民族がキリスト教に改宗するにつれて、徐々に衰退し始めた。それにもかかわらず、イシュタルとタンムーズの信仰は、上メソポタミアの一部でどうにか存続した。西暦10世紀、アラブ人の旅行者は次のように書いている。「現代のシバ人は皆、バビロニアの人々もハッラーンの人々も含めて、今日に至るまで祭りにおいてタンムーズのことで嘆き、泣いている。彼ら、特に女性たちは、同じ名前の月にその祭りを行っている。」
おそらくイナンナ／イシュタルに関連する金星の神々の崇拝は、イスラム時代の直前まで、アラビア地方で知られていた。アンティオキアのイサク (西暦406年没) は、アラブ人はアル・ウザとしても知られる「星」 (kawkabta) を崇拝しており、多くの人がそれを金星であると考えている、と書いた。イサクはまた、バルティスという名前のアラビアの神についても言及しているが、ヤン・レツォによれば、これはイシュタルの別の呼称である可能性が最も高いという。イスラム以前のアラビアの碑文自体では、アラットとして知られる神も金星の神だったようである。アタールはイシュタルと同族の名前を持つ男性神で、イシュタルに似たその名前と「東と西の」という形容詞がつく（金星も東西の両方で輝く）ことの両方の理由により、アラビアにおける金星の神だったのではないかと考えられている。

### 近代・現代との関連性

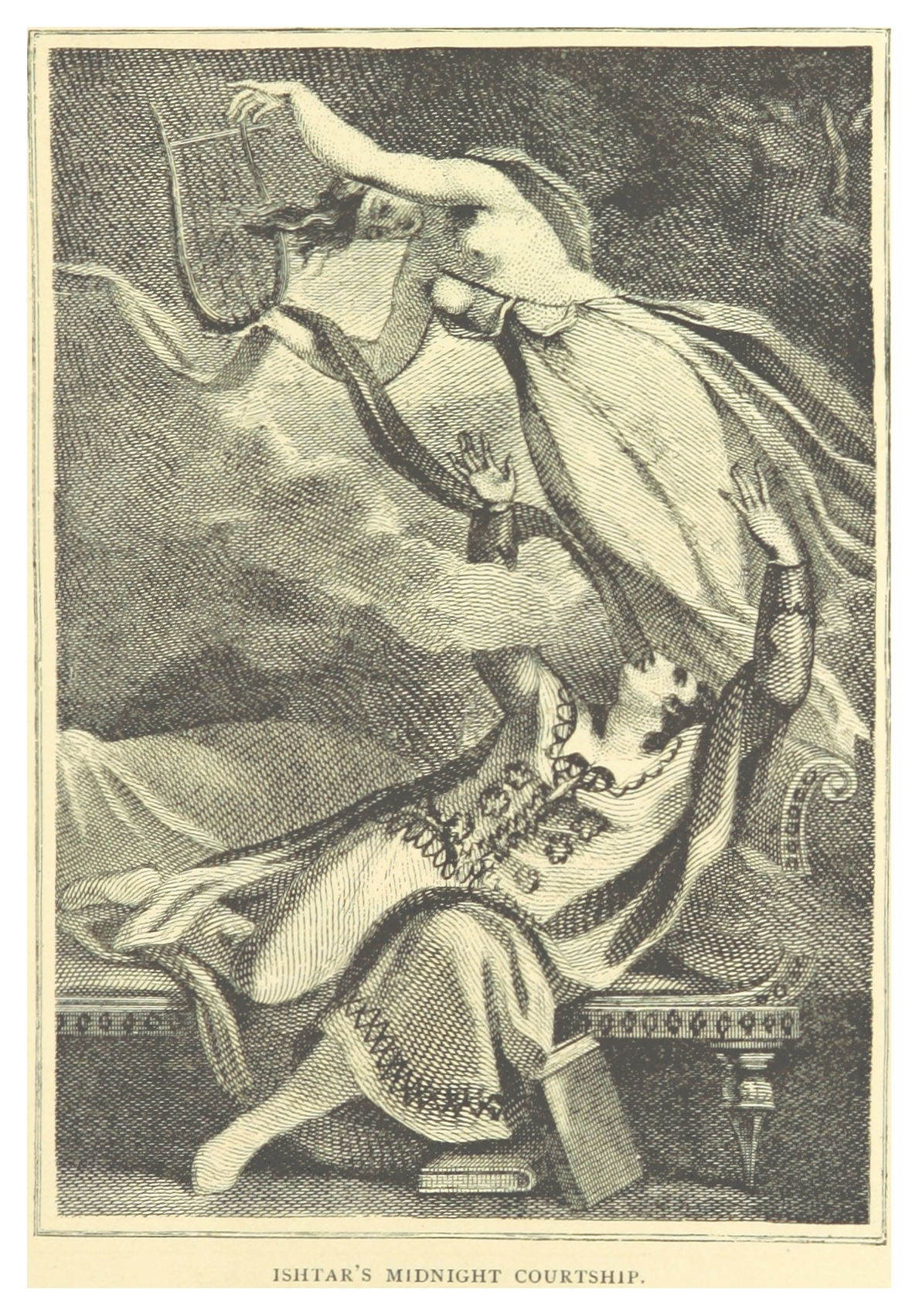
レオニダス・ル・チェンチ・ハミルトンの1884年の長編詩『イシュタルとイズドゥバール』における、イシュタルの真夜中の求愛のイラスト。当時のジョージ・スミスによるギルガメシュ叙事詩の翻訳に大まかに基づいて描かれている。

スコットランド自由教会のプロテスタント牧師アレクサンダー・ヒスロップは、1853年のパンフレット『二つのバビロン』の中で、ローマ・カトリックは実際には変装したバビロニアの異教であるという主張をした。その一環として、現代英語の「Easter」（イースター、復活祭）という言葉とイシュタル、2つの単語の音声の類似性から、イースターという単語はイシュタルに由来するに違いないと主張した。現代の学者たちは、ヒスロップの議論はバビロニアの宗教に対する誤った理解に基づいており、誤りであるとして、完全に否定している
。それにもかかわらず、ヒスロップの本は福音派プロテスタントの一部のグループの間で依然として人気があり、その中で推進されている考えは、多くの人気のあるインターネット文化のおかげで広まった。
イシュタルは、アメリカの弁護士で実業家であるレオニダス・ル・チェンシ・ハミルトンが1884年に書いた長編詩『イシュタルとイズドゥバル』における主要な登場人物である。この長編詩は、当時のギルガメシュ叙事詩の翻訳に大まかに基づいている。元のギルガメシュ叙事詩は約3,000行であったが、『イシュタルとイズドゥバル』は、48編約6,000行の押韻対句にまで拡大した。ハミルトンはほとんどの登場人物を大幅に変更し、元の叙事詩にはなかったまったく新しいエピソードを導入した。エドワード・フィッツジェラルドの『オマル・ハイヤームのルバイヤート』とエドウィン・アーノルドの『アジアの光』に大きな影響を受け、ハミルトンが描く登場人物は、古代バビロニア人というよりも19世紀のトルコ人のような服装をしている。詩の中で、イズドゥバル（「ギルガメッシュ」という名前の初期の誤読）はイシュタルに恋をするが、「熱く爽やかな息と、赤らみながら震える姿で」イシュタルはイズドゥバルを誘惑し、彼女の誘惑を拒絶するよう仕向ける。この本のいくつかの「コラム」は、イシュタルの冥界下りについての説明に割かれている。この本の結末では、今や神となったイズドゥバルが天国のイシュタルと和解する。1887年、作曲家ヴィンセント・ダンディは交響的変奏曲「イシュタル（イスタール）」 Op42を書いた。 これは、大英博物館にあったアッシリアの記念碑にインスピレーションを得て作曲されたものである。

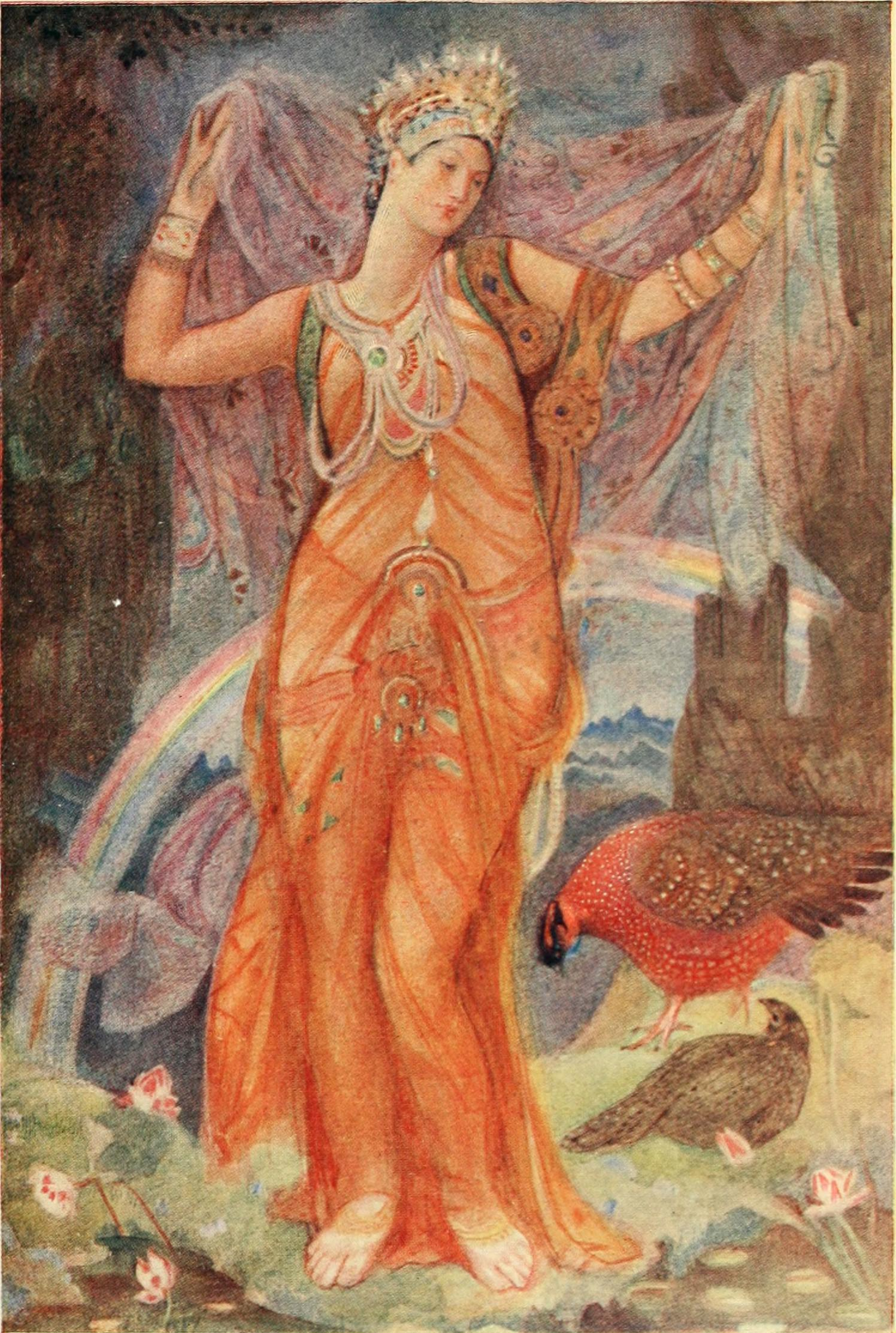
ルイス・スペンスの『バビロニアとアッシリアの神話と伝説』から引用された、イナンナ・イシュタルの冥界下りを描いた近代のイラスト（1916年）

イナンナは、男性優位のシュメールの神々に登場するが、彼女と並んで登場する男性の神々と同等、あるいはそれ以上の力を持っているため、現代のフェミニスト理論において重要な人物となっている。シモーヌ・ド・ボーヴォワールはその著書『第二の性』（1949年）の中で、現代文化においては男性神が支持され、イナンナは古代からの他の強力な女神とともに、疎外されてきたと主張している。チクヴァ・フライマー・ケンスキーは、イナンナはシュメール宗教における「非主流人物」であると主張した。それは、「社会的に受け入れられない」典型である「飼い慣らされておらず、どこにも属さない女性」を体現しているというのである。フェミニスト作家のジョアンナ・スタッキーは、シュメール宗教においてイナンナが中心人物であることや、彼女の権力の広範な多様性を指摘し、彼女が「非主流」であったとは思えないとしてこの考えに反対している。アッシリア学者のジュリア・M・アッシャー＝グレーヴ（古代における女性の立場の研究を専門としている）は、メソポタミアの宗教全体に関するフライマー・ケンスキーの研究を批判し、彼女が多産に焦点をあてていること、彼女の作品が依存した情報源の選択の少なさ、神々の中における女神の位置が社会における普通の女性の位置を反映しているという彼女の見解（いわゆる「鏡理論」）の問題や、彼女の作品が古代メソポタミアの宗教における女神の役割の変化の複雑さを正確に反映していないという事実を強調している。また、イローナ・ ジョルナイは、フライマー・ケンスキーの方法論に欠陥があると考えている。

#### 新異教主義とシュメール復興主義において
アレイスター・クロウリーが推進した宗教セレマにおける主な女神であるババロンは、イナンナを主なモデルとしている。イナンナの名前は、現代の新異教主義やウィッカにおいて女神を指す言葉としても使用されているほか、ウィッカにおいて最も広く使用されている詠唱「燃える時間（Burning Times）」の繰り返し部分で用いられている。イナンナの冥界下りは、ガードネリアン・ウィッカ（オカルトの一種）において最も人気のある文書の1つである「女神の降臨」の基となった。
新興宗教運動の学者であるポール・トーマスは、イナンナの現代的な描写を批判している。古代シュメールの物語に現代のジェンダー慣習を時代錯誤的に当てはめ、イナンナを妻と母として描いているが、古代シュメール人はイナンナにこの二つの役割は負わせていなかったし、その一方で、イナンナ信仰における男性的な要素、特に戦争や暴力の女神としての側面は無視されている、と言って非難している。古代近東の宗教研究者ゲイリー・ベックマンは、新異教の作家たちを「復興主義者ではなく発明家」と呼んでいる。そして、彼らはしばしば「歴史的に証明されたすべての女性神を、単一の人物であると誤って見ている」と指摘するとともに、イシュタルが他の多くの神々の影を薄める一方で、彼女は決して「単一の女神」ではなかったと強調している。

## 大衆文化
- イシュタルは、スプラッター映画のジャンルとして最初のものである、1963年の『血の饗宴』の物語の中心要素である。
- ゲーム『SMITE』（2014年）ではギルガメッシュの宿敵であり、イシュタルの名で狩人として登場する。
- イシュタルは、Fate/Grand Order (2015) で、個別のプレイ可能なアーチャークラス、ライダークラス、アヴェンジャークラスのサーヴァントとして登場する。彼女のアベンジャークラスのフォームは後にアスタルテ（ゲーム内ではアシュタレトとされている）であることが明らかになり、イシュタルと同様のフォームを共有する。
- イナンナまたはイシュタルは、互いに異なる存在として描かれることもあり、女神転生シリーズのさまざまな作品に登場する。